# Taurianova
Taurianova è un comune italiano di 14 615 abitanti della città metropolitana di Reggio Calabria in Calabria.
È il quinto comune della città metropolitana per numero di abitanti.
Nel 2024 è stata eletta Capitale italiana del libro.

## Geografia fisica
Situato su un terrazzo alluvionale ai piedi della dorsale che salda le serre all'Aspromonte, Taurianova è uno dei più importanti centri della provincia. È situata a 210 m s.l.m., nella parte più meridionale della piana di Gioia Tauro, anticamente denominata "Vallis Salinarum" a circa 15 chilometri dal mare, 6 chilometri dalla montagna e a 800 metri dal corso d'acqua più vicino, il torrente Razzà. Il clima è mediterraneo, con una temperatura media annua superiore ai 17 °C
La superficie del territorio comunale misura 47,85 km² circa e risulta posizionata alla latitudine di 38°21'26"28 N e longitudine 16°0'42"12 E, confina a nord ed a est con il comune di Cittanova, a sud con i comuni di Molochio, Terranova Sappo Minulio e Varapodio ed a ovest con il comune di Rizziconi. Il clima è mediterraneo, con una temperatura media annua superiore ai 17 °C. La zona climatica ricade nella categoria C e il limite massimo consentito per l'accensione degli impianti termici è di 10 ore giornaliere dal 15 novembre al 31 marzo. In città ha sede una Stazione Meteo attiva dal 2011, che formula i dati meteorologici registrati nel territorio comunale. I venti sono quelli umidi dell'Occidente, d'estate soffia talora lo scirocco, tuttavia il territorio risulta vantaggiosamente riparato dai forti venti marini essendo protetto a nord dal promontorio montuoso di Capo Vaticano, ad est ed a sud dalle montagne dell'Aspromonte che scendono fino al mare con il monte S. Elia. Questa favorevole posizione geografica, spiega lo stato straordinariamente lussureggiante della vegetazione e in particolare degli alberi di ulivo. La piovosità conferma il carattere mediterraneo del clima, presentando piogge concentrate nel periodo invernale, con estate calda e asciutta, non escludendo talora qualche temporale estivo.

## Origini del nome
Il nome deriverebbe da Nuova Taurianum, toponimo a sua volta derivante dall'antico insediamento della Magna Grecia, un tempo abitata dai calcidei di Zancle (l'odierna Messina) e dai bruzi della colonia Tauriana (o Taureana), quest'ultima distrutta intorno al 950-986 d.C. quando la più feroce delle incursioni saracene rase al suolo l’antica e florida città costiera di Taureana, disperdendone gli abitanti.

## Storia

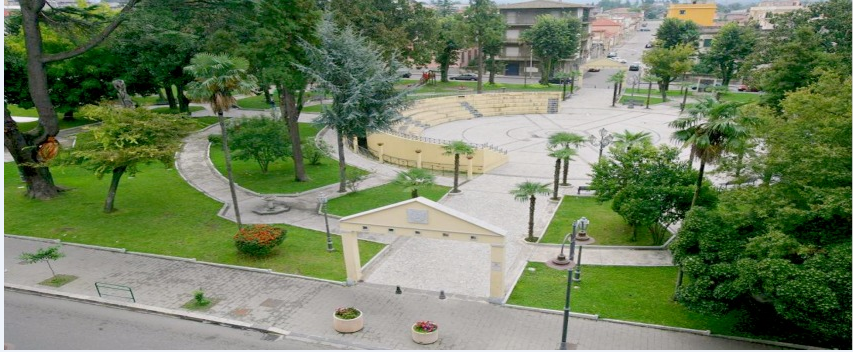
Villa comunale di Taurianova

Tra i vari paesi sorti o incrementati dai fuggiaschi, sicuramente dovevano esserci anche i due piccoli nuclei di Radicena e Iatrinoli, ipotesi avvalorata anche dal fatto che a Radicena sorgeva un monastero di monaci calabro-greci, intorno al quale erano ben sviluppate importanti attività agricole.
L'avvento dei Normanni nel secolo XI, segna un'importante svolta nella storia della Piana, in quanto furono proprio loro ad introdurre il feudalesimo nel Mezzogiorno d'Italia. Con la sconfitta di Manfredi a Benevento, ai Normanni subentrarono i Francesi Angioini che si preoccuparono soltanto di depredare le terre conquistate. Ad accrescere lo stato di prostrazione del popolo della Piana, sopraggiunsero gli Spagnoli Aragonesi, che iniziarono a contendersi il dominio delle regioni meridionali agli Angioini. Pertanto il territorio della piana di Gioia Tauro, si trasformò spesso in campo di battaglia e proprio a causa del perdurare di tale situazione di depressione del popolo locale, si sviluppò il fenomeno del Brigantaggio, come sorta di ritorsione criminosa nei confronti di quello sfruttamento, che veniva esercitato dai Feudatari della zona. Così vanno le cose fino al 1738, quando per effetto del trattato di Vienna, si insedia a Napoli Carlo III di Borbone, dando inizio ad una nuova dinastia che dovrà durare, salvo la breve parentesi napoleonica, fino all'Unità d'Italia. 
Nel Febbraio 1783 il più terribile evento storico colpisce la zona della Piana, un tremendo terremoto sconvolge il territorio al punto di cambiarne l'orografia. La frazione di San Martino sede di un antico castello, viene spazzata via ed analoga sorte tocca a tutte le altre città della zona. Per tutto l'anno la terra continuò a tremare ed alla fine in tutta la Calabria si contarono, secondo lo storico Pietro Colletta sessantamila morti e duecento città o paesi distrutti.
Solo a seguito dell'avvento del governo Francese, nel 1808 Napoleone Bonaparte nomina Gioacchino Murat Re di Napoli, il quale abolisce definitivamente il sistema feudale. Nel 1908 la situazione si ripete, ma in termini ancora ben più drammatici, il terremoto e maremoto di Messina e Reggio Calabria produce oltre 77.000 vittime di cui circa 17.000 tra il territorio di Palmi e Reggio. Iatrinoli e Radicena vedono sorgere rapidamente ai margini dell'abitato baraccamenti per profughi che diventano ben presto dei veri e propri quartieri. Oramai i due paesi si toccano e la nuova ferrovia, entrata in funzione nel 1924, contribuisce con la stazione comune, a saldarne i reciproci vincoli.
La città di Taurianova nasce ufficialmente come macro-comune il 12 marzo 1928, dal preesistente comune di Terranova (il quale riacquisterà poi la sua indipendenza amministrativa il 23 aprile 1946), unito alle località di Radicena e Jatrinoli, più l'annessione di frazioni e contrade quali San Martino, Amato, Pegara e Scroforio (quest'ultima poi riceduta al comune di Terranova Sappo Minulio.

### Medioevo
Lo sviluppo dei due centri di Radicena e Iatrìnoli, all'origine dell'odierno nucleo urbano, e dell'attuale frazione San Martino, tutti antichi casali di Terranova, che per la loro posizione geografica si trovano al centro di un importante sistema viario, può considerarsi parallelo.

Attendibile è l'esperto di storia bizantina italiana André Guillou, il quale, richiamandosi a un documento di donazione, dimostra che Radicena esisteva fin dal 1050 e menziona dello stesso periodo il monastero di Santa Lucia situato ad ovest del suddetto centro. Padre Fiore, storiografo del Settecento, afferma che la loro fondazione è stata opera dei profughi provenienti da Tauriana, importante e fiorente centro della costa tirrenica, distrutto nel 986 dalle incursioni saracene dell'emiro di Palermo, Hasan-Ibn Alì, di casa Kelbita, il quale per il mancato tributo dovutogli dai Bizantini decise di occupare tutta la Calabria. Padre Fiore così si esprime: «Ond'è da trarre in conseguenza quanto grande e popolata fosse la già distrutta Taureana, mentre le sue reliquie furono bastanti a fondare la nuova città di Seminara, a riabitar Terranova, accrescere San Giorge, e forse ancora a dar principio a tutto dalla maggior parte dei villaggi i quali sono sotto la giurisdizione di Terranova, cioè Rizziconi, San Leo, San Martino, Cristò, Vatone, Radicena, Iatrinole, Bracade, Curtulade, Galatoni, Scroforio e Molochio».

Lo storico Giuseppe Romeo Toscano arriva alla conclusione che essendo "piazza Garibaldi" di Radicena tuttora denominata "Chianu 'i San Basili" (Piano di San Basilio), potrebbe darsi che ivi già sorgesse uno dei 137 monasteri italo-greci che lo storiografo polistenese Girolamo Marafioti afferma esservi stati nella Piana di San Martino, tra Seminara, Rosarno e Galatro, e che un certo numero di profughi di Taureana vi avesse trovato rifugio dando origine all'antico nucleo cittadino. A sostegno di questa tesi il fatto che a Radicena dagli "Atti di visita pastorale" emerge che esisteva una chiesa di San Basilio nel 1586 e che dagli atti notarili di fine Seicento si incontra spesso la definizione "quarterio di San Basilio".

La derivazione di Radicena e Iatrìnoli da San Martino, invece, è dimostrata da Domenico Valensise, storico polistenese, per il quale le genti fuggite da Taureana decisero di stanziarsi nelle zone oltre il fiume Metauros, dove costruirono un casale a cui diedero il nome di San Martino (noto per la Sua divina protezione). Molti vi rimasero, altri proseguirono andando a popolare le zone circostanti, fissandosi in piccoli nuclei abitativi, tra cui Radicena e Iatrinoli, facenti però sempre capo a San Martino che divenne il più importante centro civile e religioso della Piana, sede di chiese e conventi e munito di un Castello. Quest'ultimo mantenne una posizione di grandezza, di progresso e di tranquillità fino alla discesa dei Normanni. Nel 1058 Ruggiero d'Altavilla saccheggiò e devastò San Martino e l'anno successivo nel 1059 represse presso la cittadina le ultime resistenze delle fiere genti di questa parte di Calabria, che furono costrette a riconoscere i Normanni come loro feudatari. San Martino perse la sua importanza, in particolare, quando dall'altra parte del torrente Marro sorse un altro borgo che i profughi di Taureana chiamarono con il nome della loro patria, "Tauriana Nova" poi "Terranova". La località, ritenuta dai Normanni più sicura, fu promossa a Contea e successivamente a Ducato. Così Radicena, Iatrinoli e San Martino ne diventarono casali seguendone le sorti.
Dopo il dominio feudale dei Laurìa, vi fu quello dei Sanseverino, dei Sant'Angelo, dei Caracciolo, dei de Cordoba, dei De Marini e dei Grimaldi.

### Feudalesimo (dal 1100)
Furono sottoposti a vari feudatari, tra cui il più lungo fu il dominio feudale dei Lauria, venendo poi acquistati dalla famiglia Grimaldi di Gerace nel 1574. Nel corso del Cinquecento risulta dagli atti notarili che a Radicena e Iatrìnoli abbondavano le coltivazioni di grano e di gelseti, quest'ultima era l'unica pianta che producesse una rendita perpetua, e importante era anche l'allevamento dei cavalli e dei bovini.

Nel corso del Seicento, nonostante le difficoltà del banditismo e della carenza delle vie di comunicazione, molte famiglie si spostarono principalmente dal nord e dal centro Italia e andarono ad abitare nei due casali. Si trovano così cognomi nuovi come gli Zerbi, di origine ligure, i Sofia, da Santa Margherita Ligure, i Loschiavo, dalla Campania. S'intrecciarono matrimoni con altre famiglie illustri del luogo e dei paesi vicini: Contestabile residenti a Stilo, De Leonardis di Gerace, Luvarà di Terranova. Alla fine del Seicento si collocarono altre famiglie al centro degli interessi economici della zona: Drago, di origine greca, e Ganini, con questi ultimi che si distinsero in particolare a Iatrìnoli. Nei due casali esistevano notevoli coltivazioni di grano, lino, oliveti e vigne e molti erano i benestanti, tra cui le famiglie già menzionate. Ai proprietari privati si affiancava, da quanto si evince dagli atti notarili, anche il Convento di Santa Maria della Misericordia dei Domenicani di Radicena come il maggiore detentore di beni, infatti faceva compravendita con privati, permutava e dava soldi in prestito.
Radicena, Jatrinoli e San Martino furono anticamente delle contrade e casali sotto l'amministrazione di Terranova Sappo Minulio. Radicena risale almeno al 1050, data di donazione della monaca Kometo, vedova di Giovanni, discendente da Elia Erotikes, alla chiesa di Oppido Mamertina. Il filologo Gerhard Rohlfs nel “Dizionario toponomastico ed Onomastico della Calabria” asserisce che Radicena, in dialetto “Redicina”, deriva dal greco tardo "ρаδικενаς", ovvero "tetto di radici". Mentre Iatrìnoli in dialetto "Jatrinuni" o "Iatrinni", sembra nato da "Iatridoni", i discendenti dalla famiglia "Iatridi", dal cognome greco "Iatris". Emilio Barillaro nel "Dizionario bibliografico" ritiene che Radicena appartenga al periodo bizantino, secolo XI, da "Radikena". G. B. Marzano nel "Dizionario etimologico del dialetto calabrese" sostiene che Radicena e Iatrìnoli derivino dal greco e Iatrìnoli significhi "medicare", "guarire" da "iatros". L'arciprete F. Maria De Luca dice che Iatrinoli derivi dal sostantivo greco "iatreion", "il paese dove il medico esercita la sua arte", per far rammentare la sua fondazione nella tenuta di pertinenza di un medico. A parere dello stesso De Luca, Iatrìnoli potrebbe essere un nome promiscuo dal greco "iatros" e dal latino "nolo", "non volere", e "colo", "esercitare", per dire che non aveva bisogno del medico, dandosi vanto della salubrità del luogo.

Ai primi del Settecento si verificò una crisi profonda dell'agricoltura, cardine dell'economia, e molti subivano il carcere per non poter pagare le tasse e vendevano tutto quello che possedevano per poter sostenere la propria famiglia. La proprietà ecclesiastica era molto estesa nei due casali e le terre venivano date a censo ai grandi esponenti della nobiltà e della borghesia. Il terremoto del 5 febbraio del 1783 distrusse completamente sia Terranova che San Martino, mentre a Radicena e Iatrìnoli si provocarono danni non ingenti: venne distrutta la Chiesa di Santa Maria della Misericordia o del Rosario, la torre dei Gemelli annessa alla Chiesa matrice di Radicena. Le chiese e gli edifici importanti distrutti o danneggiati vennero ricostruiti in forme barocche e neoclassiche. Dalle statistiche emerge che a Radicena ci furono 756 morti e a Iatrìnoli 312. Costituita la Cassa sacra, all'indomani del terremoto, Radicena fece parte del Comprensorio D (assieme ad Anoia, Laureana, Oppido, Polistena, San Giorgio Morgeto, Seminara e Terranova) e il suo distretto comprendeva, oltre alla città, Iatrìnoli, San Martino e Vatoni. Ma la trasformazione sociale, subentrata dopo il terremoto, non mutò la condizione delle plebi rurali che sentivano sempre più il peso del proprietario borghese, col minuscolo pezzo di terra gravato di censo bollare (contratto con cui veniva data in prestito una somma di denaro dietro garanzia, che veniva restituita dal richiedente con gli interessi). Per questo stato di cose dilagava il brigantaggio. Nel periodo dell'istituzione della Repubblica Partenopea, molti sanfedisti, fautori dei Borboni, approfittarono al passaggio del cardinale Ruffo per diffondere disordine. A Radicena seminavano disordine due bande di malfattori: una ad opera di Domenico Moretti e l'altra capeggiata da Domenico Sicari, responsabili di molti delitti compiuti nei paesi vicini.
In particolare, tra il XI e il XIII secolo, la frazione di San Martino ebbe un ruolo protagonista, tanto da dare anch'essa il nome alla stessa Piana, per un certo periodo. San Martino ospitò diversi nobili e sovrani, oltre che il pontefice Onorio IV. Ruggiero il Normanno vi celebrò qui il proprio matrimonio. La frazione Amato invece, fu fondata nei primi decenni del XIX secolo, su iniziativa del marchese Gagliardi, allora totale possidente dell'intera Piana.

### Dal 1800 a oggi
Con gli anni della ricostruzione post-terremoto del 1783 e l'abolizione della feudalità nel 1806, il breve periodo dell'Amministrazione Francese contribuì non poco a dare a questa parte di Calabria una fisionomia diversa, e lasciarvi fermenti culturali che lieviteranno idee e comportamenti nuovi. Si tratta di pochi provvedimenti amministrativi che da soli non sono sufficienti a cambiare in maniera radicale le sorti della zona, ma che tuttavia sono caratterizzate da un'inusuale sintesi politica i cui effetti segneranno profondamente la coscienza civile e il pensiero politico di una collettività fino ad allora relegata nel limbo del vassallaggio più servile. Per la prima volta, forse, si può parlare di storia, intesa nel senso nobile della parola, perché per la prima volta si avverte la presenza attiva di uno Stato che, eliminato il padrone e la sua ingordigia, ridimensionato il censo alla Chiesa e l'egoismo della borghesia, guarda alla collettività e ne riconosce i meriti e le necessità. Radicena e Iatrìnoli con l'ordinamento amministrativo disposto dai Francesi per la legge 19 gennaio 1807, diventarono Università nel cosiddetto Governo di Casalnuovo (oggi Cittanova). Nel 1815 fu istituito il Distretto di Palmi che comprendeva 35 comuni tra cui le due cittadine di Radicena e Iatrìnoli. I comuni erano governati da sindaci, dai decurioni, dal capourbano, dal sottocapourbano, dal conciliatore e dal supplente giudiziario. Durante il ricostituito governo borbonico furono emanate per Radicena diverse ordinanze come l'autorizzazione di un mercato nel sabato di ciascuna settimana e la fiera di Sant'Orsola che si celebrava dal precedente giovedì fino all'ultima domenica di settembre e proseguiva per otto giorni. Era molto rinomata e conosciuta per tutte le province del Regno. Il primo gennaio 1842 il Circondario di Casalnuovo fu diviso in due circondari distinti: l'uno formato da Casalnuovo, l'altro si compose del comune di Radicena, che fu capoluogo, del comune di Iatrìnoli e dei villaggi di San Martino e Terranova. Molti furono i liberali che lottarono contro il governo borbonico. Tra i più importanti ricordiamo: Girolamo Zerbi e Antonio Fera, medico chirurgo. Il primo partecipò a tutti i movimenti insurrezionali e soprattutto a quello del 2 settembre 1847. Fu arrestato e processato il 23 aprile 1851 e condannato a morte. La condanna venne commutata in 24 anni di carcere; ma solo dopo sette anni di tormentosa prigionia, morì. Antonio Fera cominciò a congiurare insieme agli altri patrioti reggini il 27 agosto del 1847, riunitosi nel palazzo di Casimiro de Lieto, e per questo fu condannato all'ergastolo. Molte sono le testimonianze e lettere autografe del suo coraggio e della sua abnegazione patriottica. Dopo l'unità d'Italia nelle campagne di Radicena e Iatrìnoli abbondavano la raccolta del lino e degli agrumeti. Il 9 settembre 1894 avvenne il miracolo di "Maria Santissima della Montagna", patrona di Radicena.
Verso mezzanotte, come riferisce su "Pro Fide" di quell'anno lo scrittore taurianovese Francesco Sofia Moretti: "La luna pallida, spettatrice agli umani eventi, questa volta fu attraversata da due raggi di luce, come il gran segno di Costantino - due enormi fasci luminosi che incrociano sul petto del gran disco; e quasi indescrivibile è questa volta lo spettacolo di una Croce formatasi improvvisamente".
Agli albori del Novecento Radicena era un importante centro agricolo e commerciale, capoluogo di mandamento e quindi sede di uffici governativi, quali la Pretura, l'agenzia delle Imposte, l'Ufficio del Registro, la Caserma dei Carabinieri, oltre che un distaccamento del ventesimo Reggimento Fanteria per la guardia delle Carceri, di una Banca Agricolo-Industriale, di un teatro di prosa; mentre a Iatrinoli veniva inaugurato l'ospedale Principessa di Piemonte, sorto per opera dei lasciti di alcuni esponenti delle famiglie benestanti. Il terremoto del 1908 provocò lievi danni a Radicena e Iatrinoli: il crollo della cupola della Chiesa matrice di Iatrinoli e del campanile di Radicena. Questo, che ha dato adito alle voci di Miracolo operato dalla Patrona di Radicena “Maria Ss.ma della Montagna” che avrebbe concesso la sua protezione ai due comuni. Con regio decreto del 16 febbraio 1928 Radicena, Iatrìnoli e Terranova Sappo Minulio (che dal 1946 ritornò ad essere comune autonomo) formarono il Comune di Taurianova. Durante la seconda guerra mondiale Taurianova ospitava gli uffici provinciali della Rai e l'ufficio zootecnico, sfollati da Reggio, e divenne anche sede del Comando della 104ª Divisione fanteria "Mantova" e della 7ª Divisione fanteria "Lupi di Toscana". Nella sua immediata periferia s'installò un deposito per l'approvvigionamento di un'intera armata e di una polveriera; nelle vicinanze s'accampò una grossa divisione tedesca Panzergrenadier.
Tra il 1989 ed il 1991 Taurianova è stata teatro di una violentissima faida di 'ndrangheta che ha causato la morte di oltre trenta persone. A seguito delle violenze mafiose l'allora Governo Andreotti VII approvò un decreto legge contro le infiltrazioni mafiose negli enti locali, una risposta forte alla violenza e prepotenza dei mafiosi che specie nei piccoli centri comprime significativamente la democrazia. Sul territorio di Taurianova sono attive alcune 'ndrine che gestiscono le attività illecite e si sono infiltrate anche nell'economia legale, l'ambito politico-amministrativo non è immune da tali penetrazioni tanto che il consiglio comunale della cittadina è stato sciolto per infiltrazioni mafiose (ex art. 143 d.lgs. 267/2000) tre volte: la prima nel 1991 (il primo comune ad essere sciolto per tale motivo in Italia proprio con il cosiddetto decreto Taurianova poi convertito in legge), la seconda nel 2009 e la terza nel 2013.

### Simboli
Al comune è stato dato il diritto di fregiarsi di uno stemma e di un gonfalone con il decreto del presidente della Repubblica del 16 ottobre 1954.
Stemma
Gonfalone

## Monumenti e luoghi d'interesse

### Architetture religiose

#### Santa Maria delle grazie
Il duomo di Radicena, ora rione del nuovo comune di Taurianova, è situato in piazza Macrì (un tempo intitolata a re Umberto I). L'edificio è in stile romanico, con influenze gotiche e moresche. La chiesa originaria, in cui veniva venerata santa Maria Ambasiade, venne distrutta dal terremoto del 1736, ricostruita e consacrata da monsignor Carafa il 4 giugno 1737. 

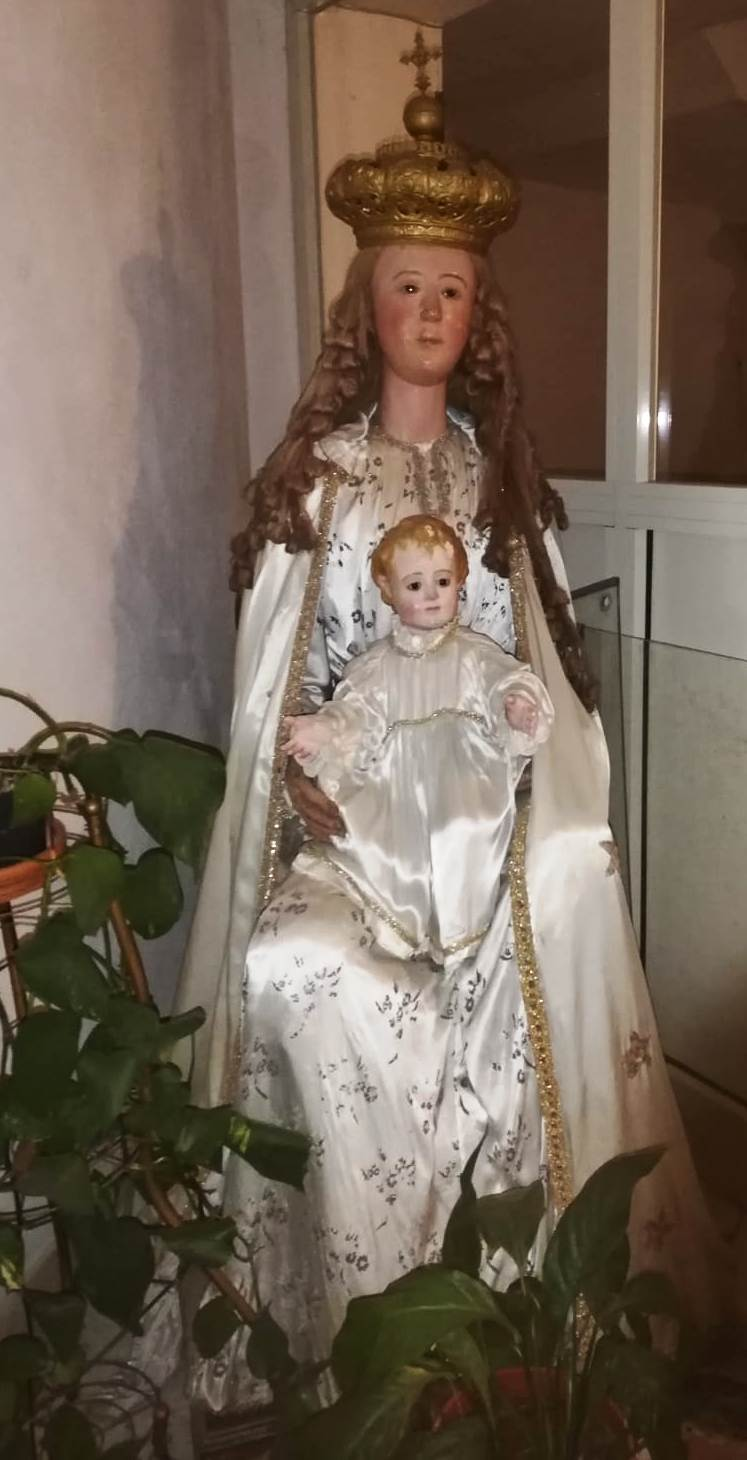
L'antica statua di Maria Santissima della Montagna di Radicena, oggi Taurianova.

Il culto per Maria Santissima della Montagna a Radicena ebbe inizio nel 1763, sostenuto dall'arciprete don Domenico Antonio Zerbi, devotissimo fin dalla più tenera età alla Vergine di Polsi, allorquando nell'anno 1757 ancora sacerdote a Capistrano, un suo nipote si aggravò gravemente e trovandosi sul punto di morire don Zerbi gli pose sul capo un'immaginetta della Verginella del Sacro Monte e l'ammalato istantaneamente guarì. Fu allora che per devozione, l'arciprete acquistò una grande immagine scolpita in legno, rivestita di un vestito in seta e ne dotò la chiesa. Nel 1783 un ulteriore crollo provocò la caduta della torre dei Gemelli, annessa alla chiesa, distrutta poi dal terremoto del 1908. I lavori per la costruzione di una nuova chiesa terminarono il 5 ottobre 1929 e vennero effettuati a cura dell'architetto Vittorio Paron.
L'imponente facciata è decorata con arcatelle e un rosone ed è fiancheggiata da due torri campanarie, che la superano in altezza e che ricevano luce da alcune trifore. Nella torre di destra è installato, al centro del quadrante, un grande orologio. Delle tre campane, già appartenenti al monastero di Santa Caterina di Terranova, la maggiore è opera di Jacopo Musurra, fonditore siciliano del sec. XVI. L'interno è a tre navate e una balaustra in marmo bianco divide la navata centrale dal presbiterio, dove è collocato l'altare maggiore. Ad uno dei pilastri che separa la navata centrale dalla laterale è addossato un pulpito ligneo. L'altare maggiore è in marmo e su di esso è posta l'attuale statua della Vergine della Montagna, donata in segno di voto nell'anno 1787 dal sig. Vincenzo Sofia, allorché la figlia ammalatasi gravemente, il povero padre, si rivolse fiducioso alla Vergine, alla quale promise, a grazia ottenuta, che avrebbe offerto alla chiesa una statua d'argento raffigurante la Madonna stessa. Nonostante la giovinetta morisse, il Sofia volle egualmente sciogliere il voto, almeno in parte, e fece scolpire nel legno, anziché modellare in argento, le sembianze della Vergine d'Aspromonte, da artisti napoletani della seconda metà del secolo XVIII. La statua venne successivamente collocata al posto dell'immagine antica che è ora custodita dai padri cappuccini presso il locale convento francescano. Nel 1994 Maria Santissima della Montagna è stata incoronata Regina di Taurianova.
Opere di rilievo:
- Pulpito ligneo
- Altare in marmo del Sacro Cuore di Gesù con fregio realizzato da Vincenzo Romeo.
- Altare centrale in marmo

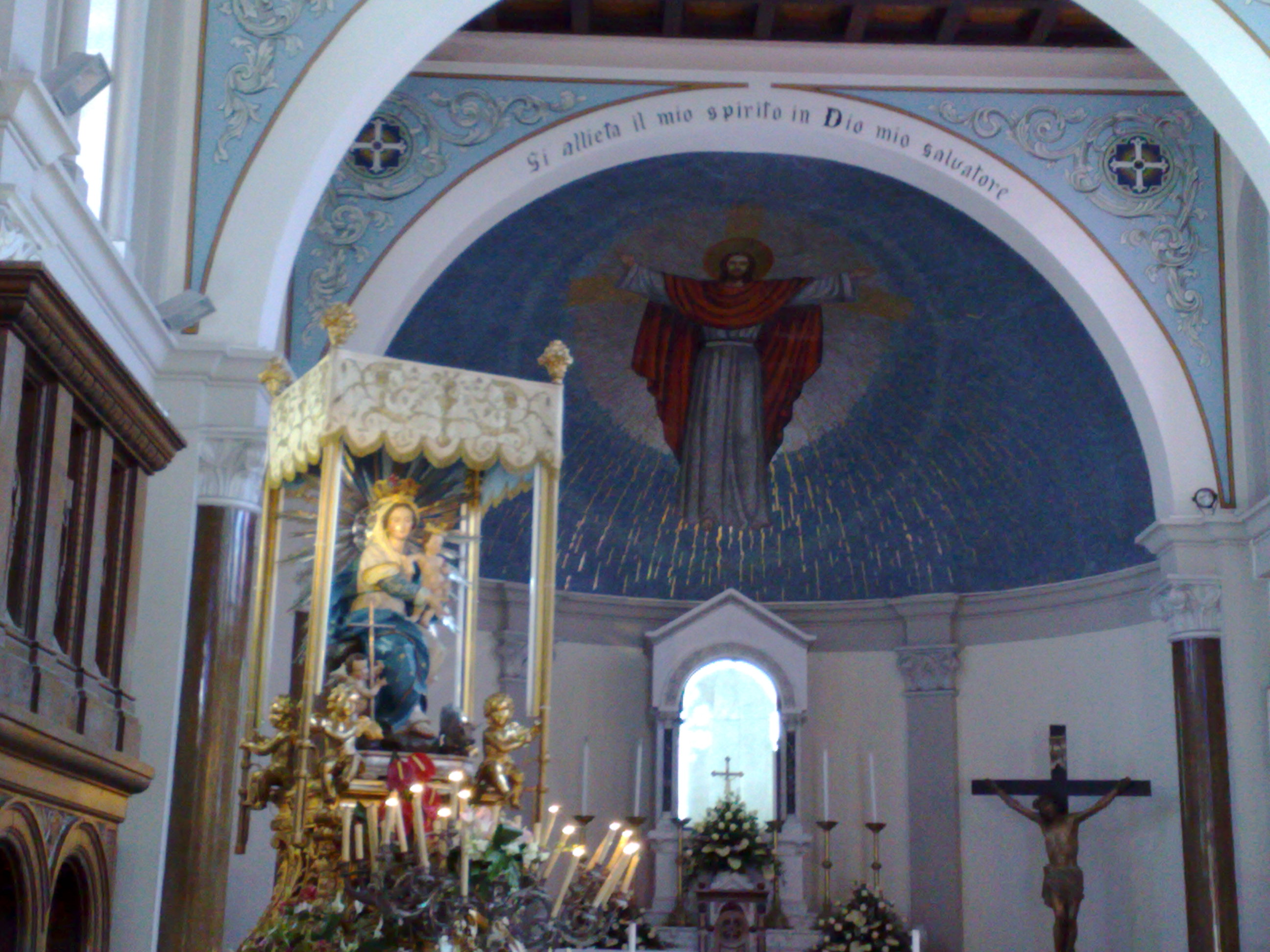
Chiesa Matrice Santa Maria delle Grazie - interno
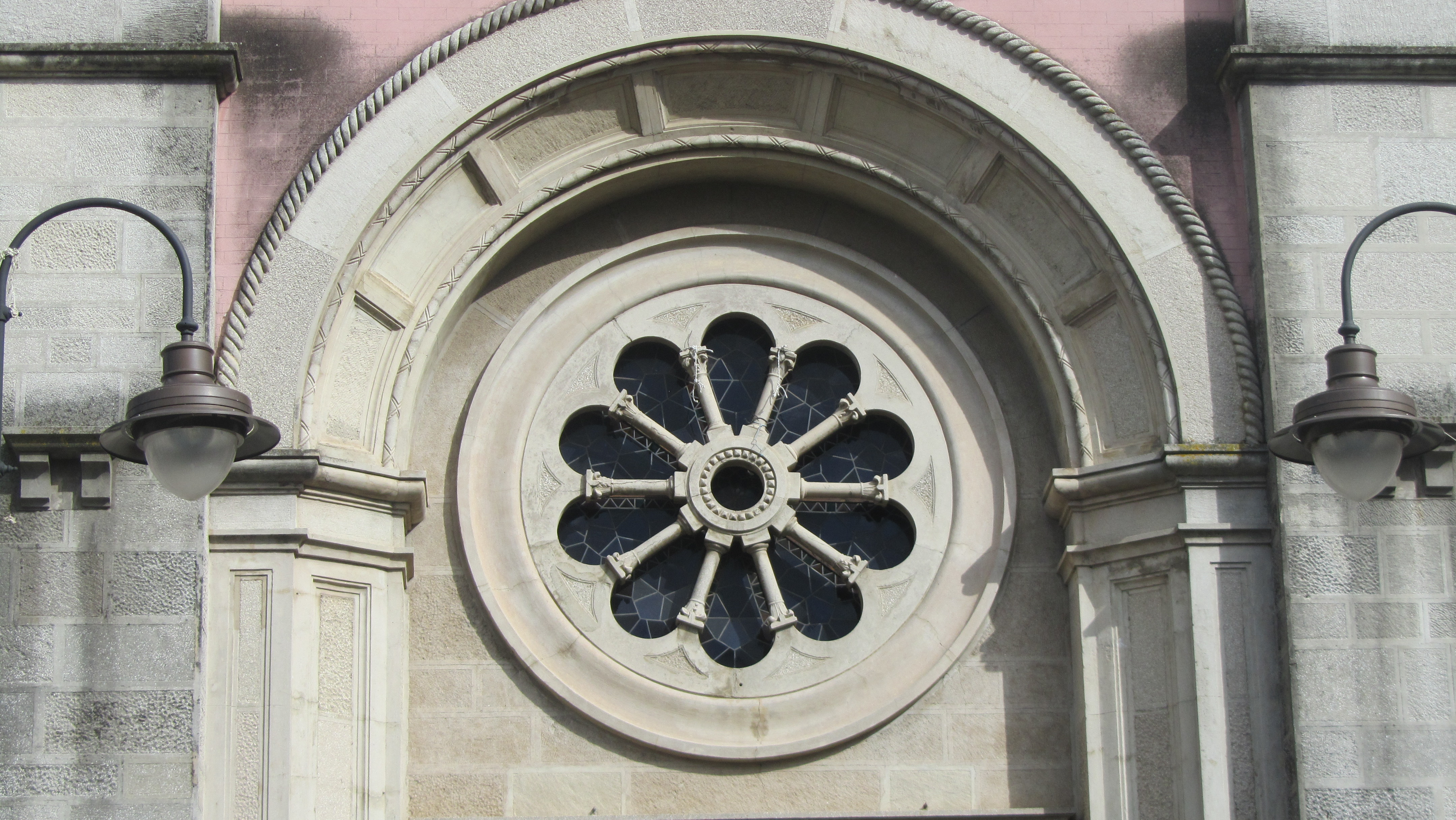
Rosone del Duomo di Taurianova
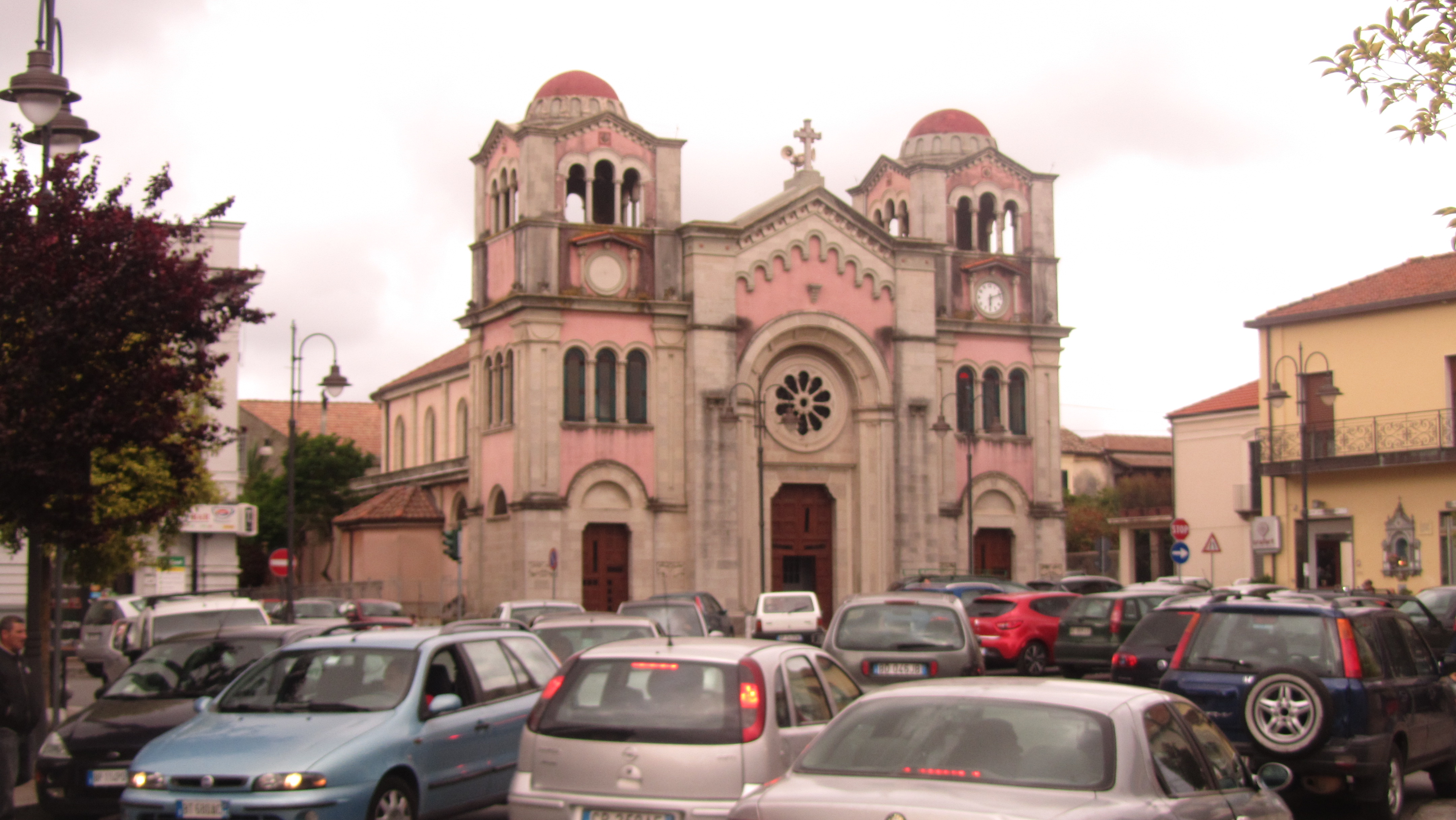
Il Duomo di Taurianova e piazza Macrì
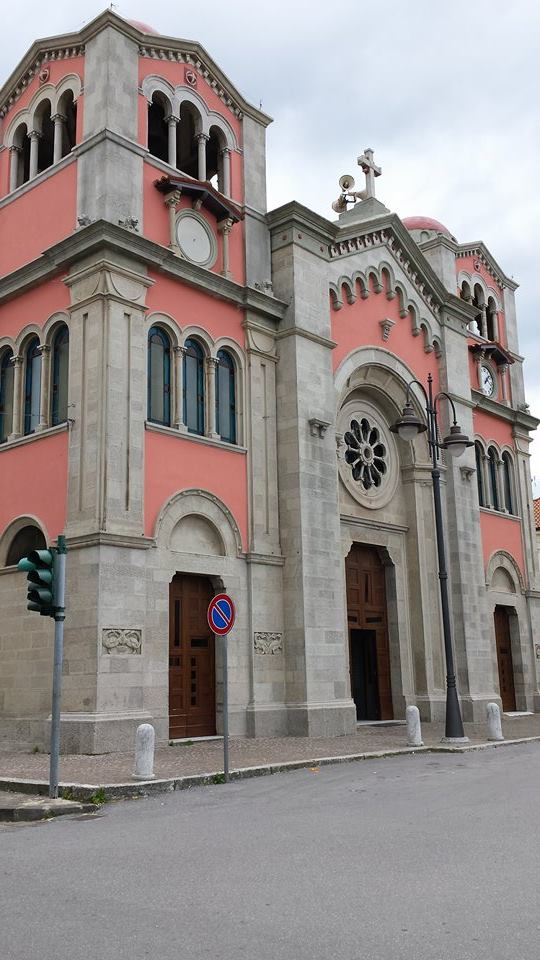
Facciata del Duomo dopo i lavori di ripulitura

#### Chiesa del Rosario
La Chiesa del Rosario è la più antica del paese: inizialmente era dedicata a san Basilio ed era annessa al convento dei domenicani fondati il 12 marzo 1537 da Niccolò Severino. Entrambi gli edifici vennero distrutti da un terremoto e ricostruiti con il contributo dello Stato, come ricordato sul marmo fissato sul portale della chiesa. Il convento venne soppresso su ordine del governo militare francese di occupazione il 7 agosto 1809, mentre la chiesa venne danneggiata dal terremoto del 1908 e ristrutturata. Proprio durante questa fase vennero apportate diverse modifiche.

#### Chiesa dell'Immacolata (di Radicena)
La chiesa dell'Immacolata di Radicena, così chiamata per distinguerla dall'omonima nel rione Jatrinoli venne edificata al posto di quella del Ss. Sacramento, probabilmente nel corso del 1800. Qualificata come chiesa sussidiaria  rientra nella parrocchia di Maria Ss. delle Grazie ed è sita in via Roma, nei pressi di piazza Concordia. Nella chiesa è contenuto un importante gruppo in marmo di Rinaldo Bonanno raffigurante Maria con il braccio destro, armato di clava, alzato per difendere Gesù in braccio a lei da un mostro; ai piedi della donna vi è un putto. La chiesa fu decorata in stucchi da Fortunato e Vincenzo Morani da Polistena nel 1898 che poi furono distrutti dal terremoto del 1908 per come afferma Francesco Maria De Luca, nella monografia di Iatrinoli stampata nel 1922.
Opere di rilievo:
- Gruppo marmoreo raffigurante la Madonna del Soccorso con il Bambino in braccio (1587)[17]
- Lastra di ciborio scolpita a bassorilievo raffigurante angeli in preghiera

#### Chiesa dei Ss. Apostoli Pietro e Paolo
La chiesa matrice (duomo di Jatrinoli) sita nel rione Jatrinoli, anticamente era composta da tre navate con una copula all'incrocio dei bracci. A seguito dei vari movimenti tellurici venne demolita su ordine del Regio Genio Civile e vennero lasciati soltanto alcuni muri e i pilastri della navata centrale. Tra le opere importanti si annovera una statua in marmo attribuita da alcuni studiosi ad Antonello Gaggini, vissuto tra il 1400 ed il 1500, collocata in una nicchia nella facciata principale della chiesa. Per permettere a tutti di ammirare tale opera è stato progettato il ripristino di due cappelle interne alla chiesa, dove sono stati collocati la statua in marmo e un antico crocifisso ligneo.
Opere di rilievo:
- Statua in marmo (1400-1500)

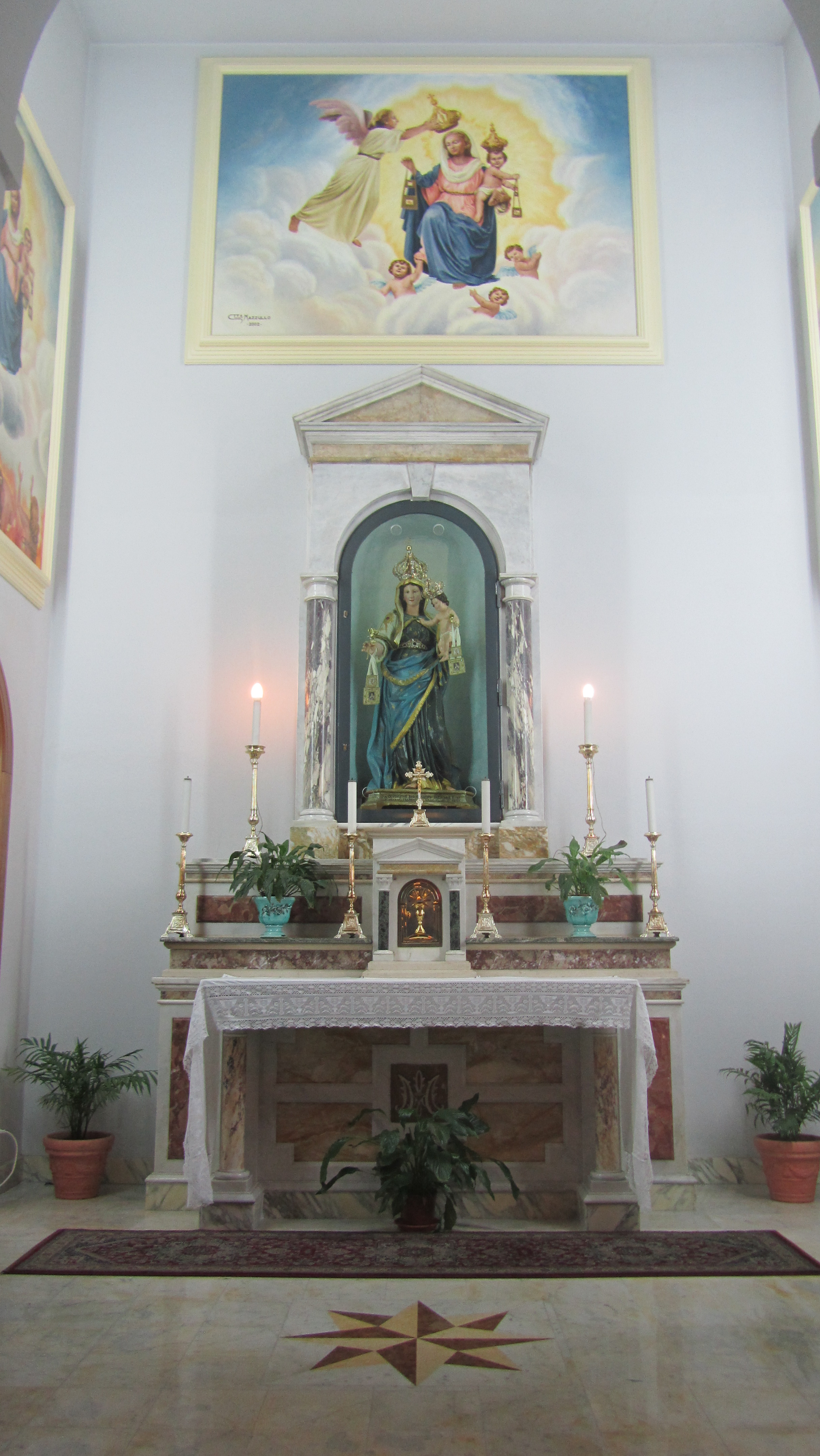
Altare della Madonna del Carmine

- Olio su tela Sant'Antonio con Bambino (1600)
- Statua di san Pietro
- Statua di san Paolo
- Quadro di Nostra Signora del Rosario
- Crocifisso ligneo

#### Altri edifici religiosi
- Chiesa di San Giuseppe (Radicena)
- Chiesa di San Nicola
- Chiesa di Santa Lucia
- Chiesa dell'Addolorata
- Chiesa di San Giuseppe (Jatrinoli)
- Chiesa dell'Immacolata (Jatrinoli)
- Chiesa del Sacro Cuore di Gesù
- Chiesa di Maria Ss. della Colomba (San Martino)
- Chiesa di San Pio X (Amato)

### Cimitero monumentale di Radicena
Di grande rilievo artistico è uno dei due cimiteri comunali, quello di Radicena, nei pressi della chiesa del Calvario. L'ingresso monumentale è sormontato da tre angeli, uno collocato più in alto rappresentato in piedi mentre suona una tromba, gli altri in due più in basso sono leggermente piegati. Tra gli altri elementi decorativi ci sono numerose colonne dal capitello corinzio di diverse dimensioni. All'interno del cimitero vi sono numerose opere di artisti taurianovesi e cappelle riccamente decorate; vi è anche una piccola chiesa, dove viene celebrata la messa il 2 novembre, e nel terzo ampliamento è stato realizzato un altare. Nello stesso Cimitero si trova in altorilievo il Cristo che porta la Croce realizzato da Francesco Jerace per la tomba Ciano. 

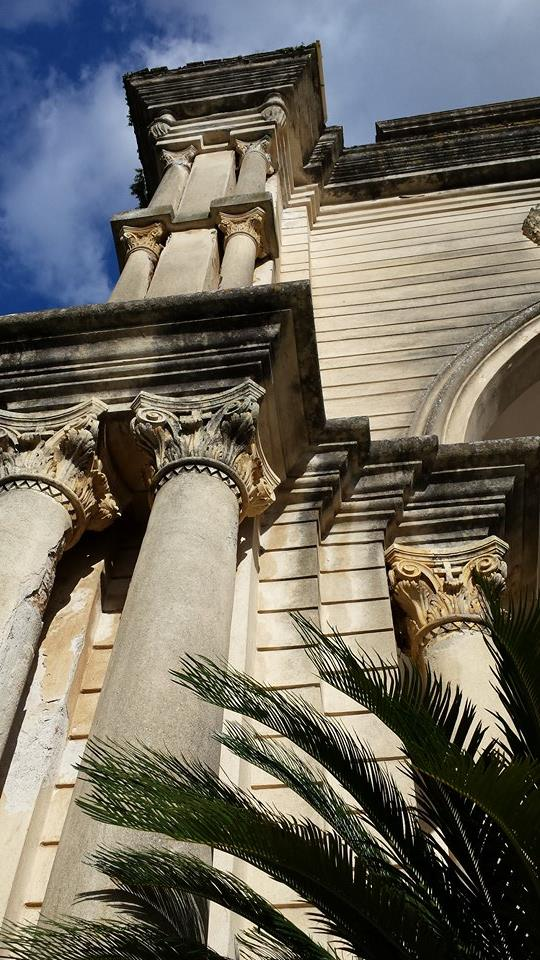
Colonne corinzie del cimitero monumentale di Radicena
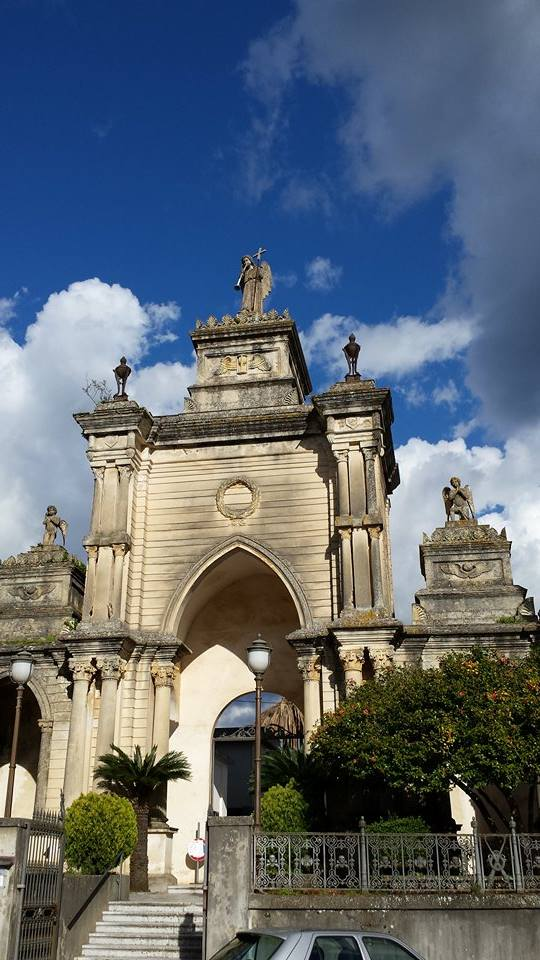
Facciata del cimitero
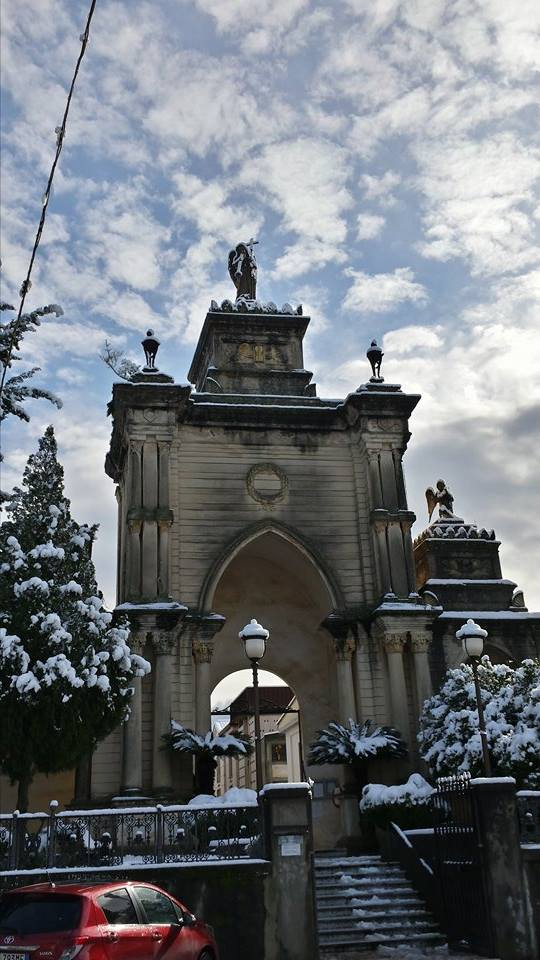
Il cimitero innevato nel 2015

### Palazzi
Sulle strade della città si affacciano numerosi palazzi nobiliari di grande bellezza, i quali si lasciano ammirare in particolar modo per i loro portali.

#### Villa Zerbi
L'edificio, realizzato nel 1786 secondo un progetto dell'architetto Filippo Frangipane è in stile barocco siciliano. Il portale in granito grigio, sormontato da una finestra messa in evidenza da un gioco di curve, è fiancheggiato da lesene ed è l'elemento più caratterizzante della facciata, mentre i balconi sono costituiti da mensole ornate da maschere di pietra e da lavorazioni di ferro battuto. Di grande importanza e bellezza è anche il giardino, curato secondo lo stile dei giardini nobiliari calabresi.

Nel 2002 il palazzo è stato restaurato in osservanza alla tutela del Ministero dei beni e delle attività culturali e rientra tra le dimore storiche calabresi di particolare interesse artistico-storico.

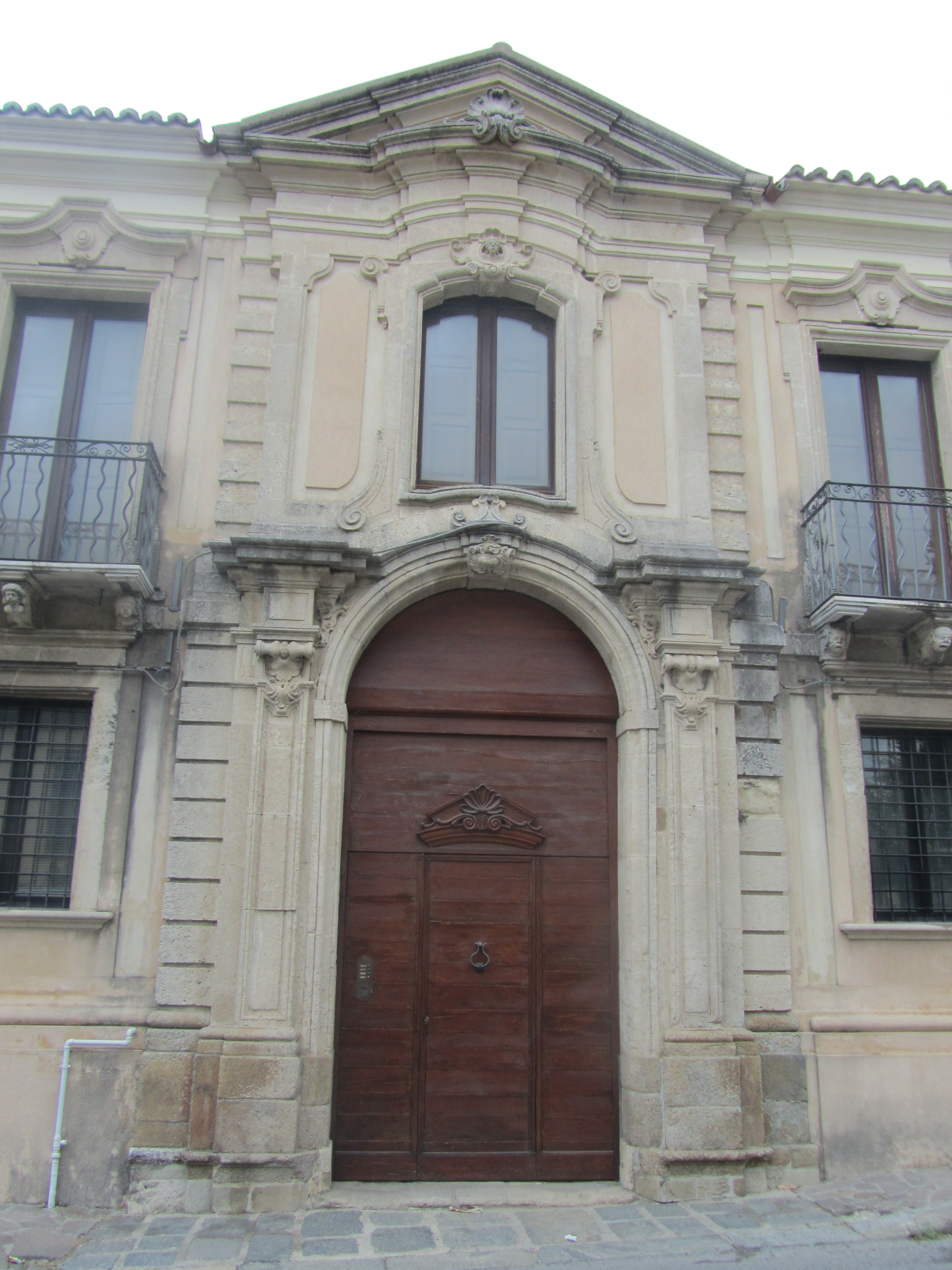
Portale di Villa Zerbi
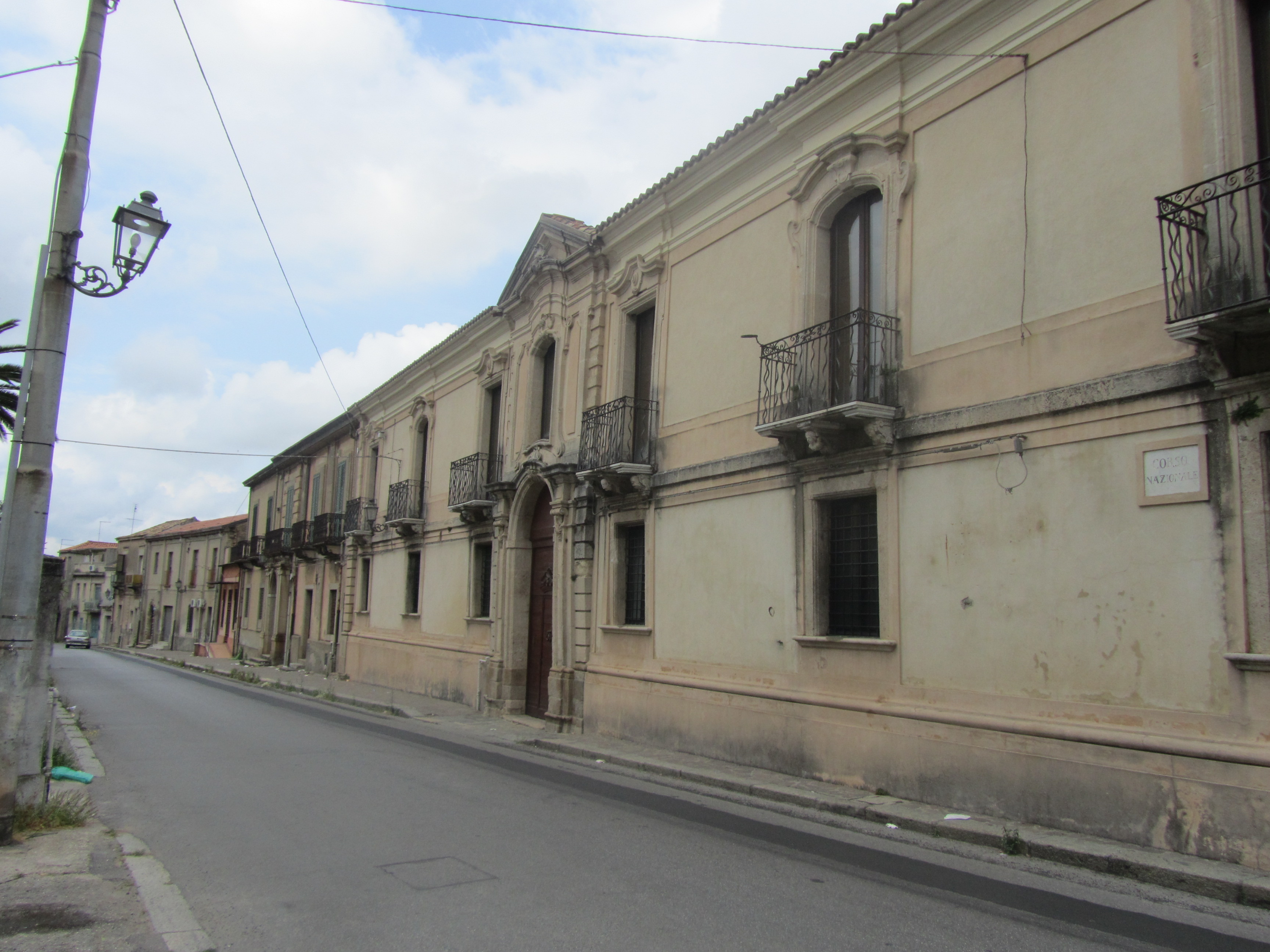
Villa Zerbi vista dalla Chiesa di San Nicola

#### Palazzo Contestabile
L'edificio è stato progettato nel 1700 da Carlo Vanvitelli, figlio di Luigi Vanvitelli, progettista della Reggia di Caserta, a cui venne affidato il lavoro da Pasquale Contestabile. Sorge su tre piani e si affaccia su piazza Vittorio Emanuele II, recentemente è stato restaurato. Di grande bellezza è il portale, sormontato dallo stemma della famiglia Contestabile, ma gli interni sono probabilmente la parte più affascinante: i pavimenti sono stati realizzati da artisti siciliani, mentre i lampadari sono in vetro di Murano.

#### Altri palazzi
- Ex palazzo municipale di Radicena
- Palazzo de Leonardis
- Palazzo Zerbi
- Palazzo Loschiavo (in via Senatore Loschiavo)
- Palazzo Loschiavo (in piazza Garibaldi)
- Palazzo Conte Pontalto

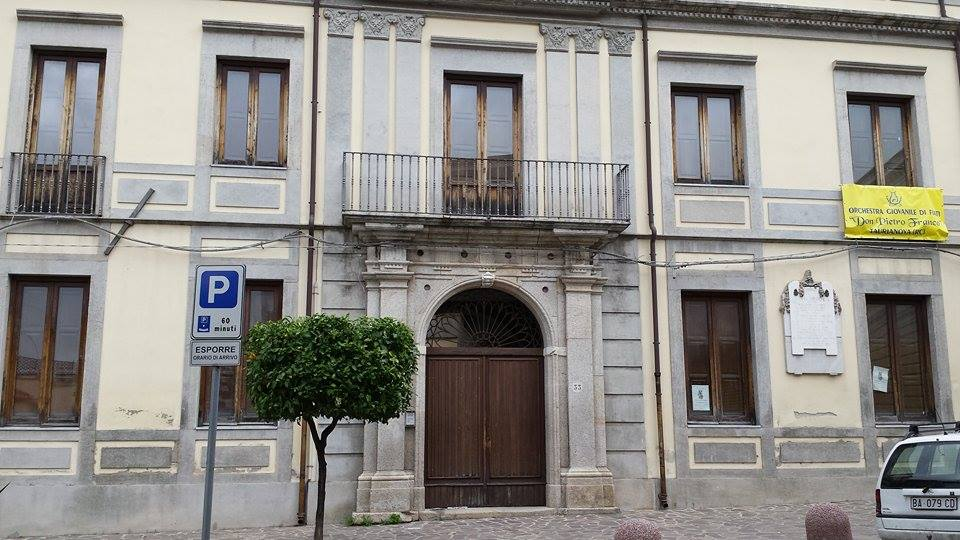
Ex palazzo municipale di Radicena
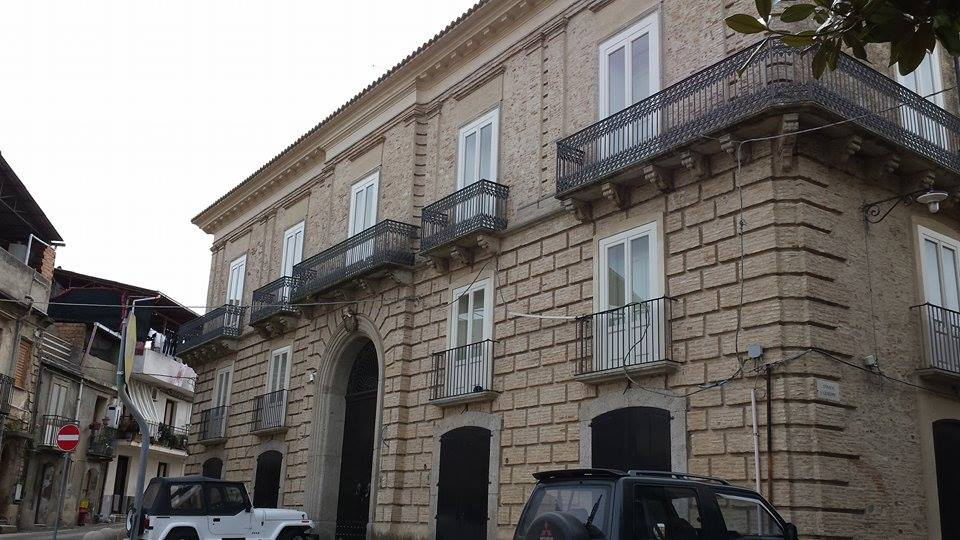
Facciata principale di Palazzo Contestabile
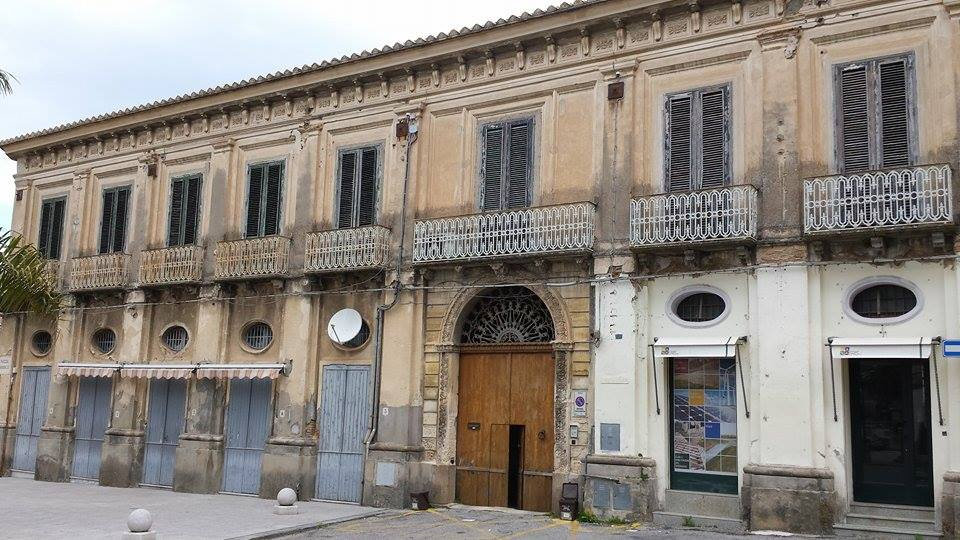
Facciata principale di Palazzo Loschiavo
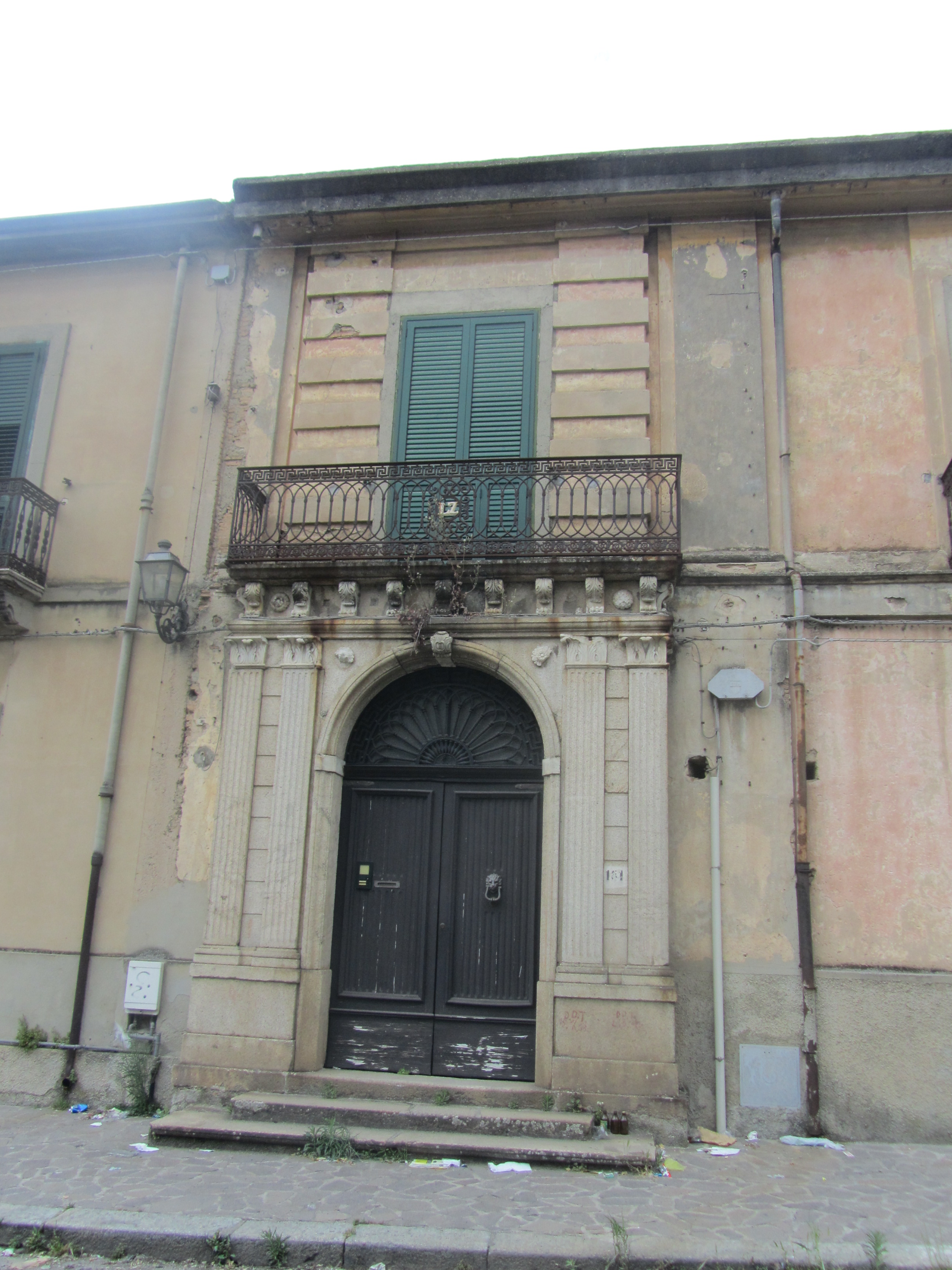
Portale di Palazzo Zerbi
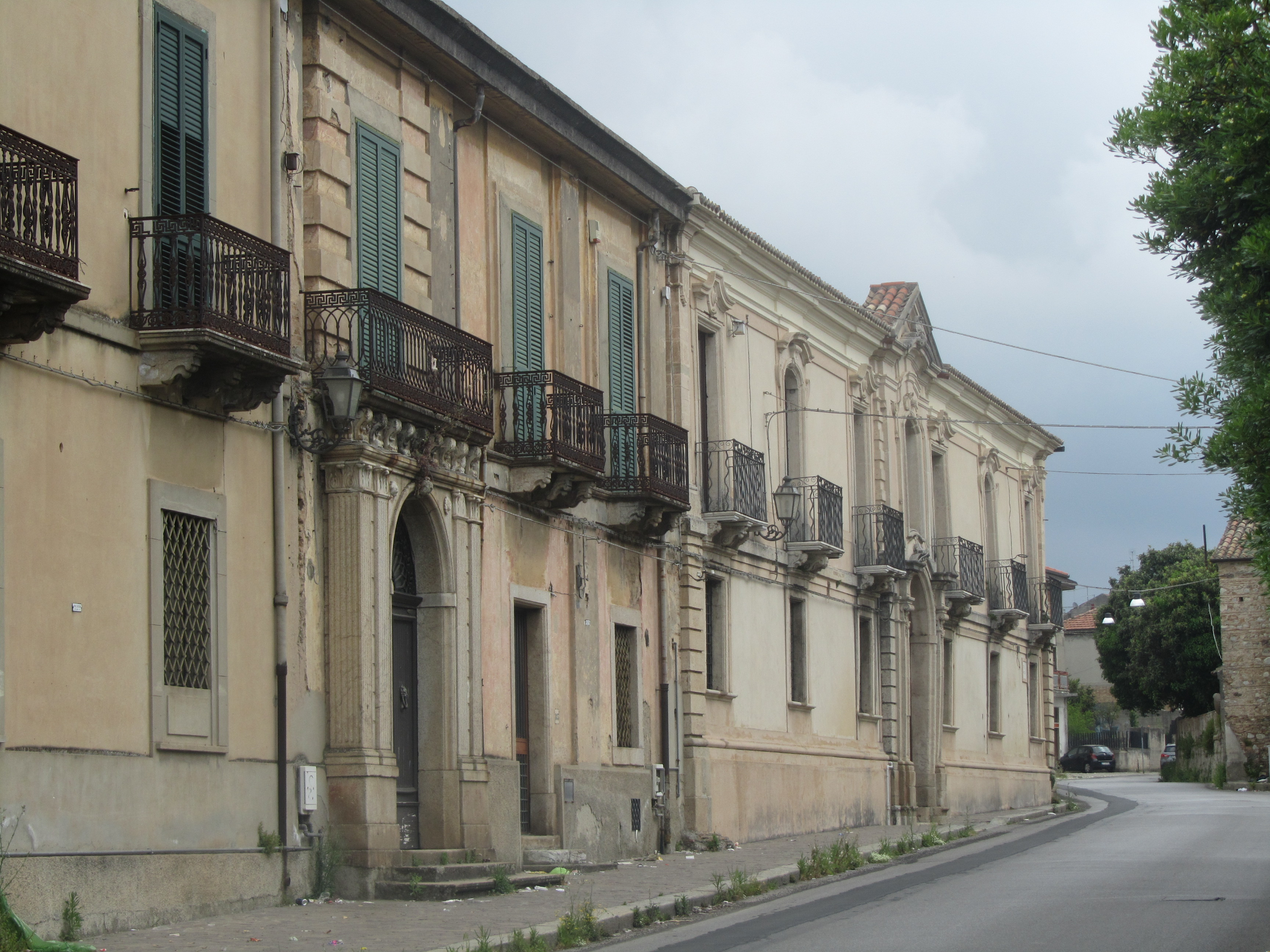
Alcuni palazzi su via Roma

### Monumenti
- Monumento ai caduti di Radicena
- Monumento ai caduti di Jatrinoli
- Monumento ai carabinieri Vincenzo Caruso e Stefano Condello
- Monumento ad Antonino Fava
- Monumento a Giuseppe Macrì
- Monumento a Francesco Sofia Alessio
- Monumento a Giovanni Francesco Gemelli Careri

#### Fontana monumentale di Jatrinoli
Singolare è la storia della fontana monumentale locata in piazza Vittorio Emanuele II, chiamata talvolta fontana De cumis: l'opera in marmo venne inaugurata il 31 luglio 1853 e fu realizzata dall'artista Michele Barillari, ma venne presto spostata dal lato opposto della strada secondo alcuni per facilitare la viabilità, secondo altri per permettere all'acqua di raggiungerla. Recentemente la fontana è stata restaurata e ricollocata nel sito originale.

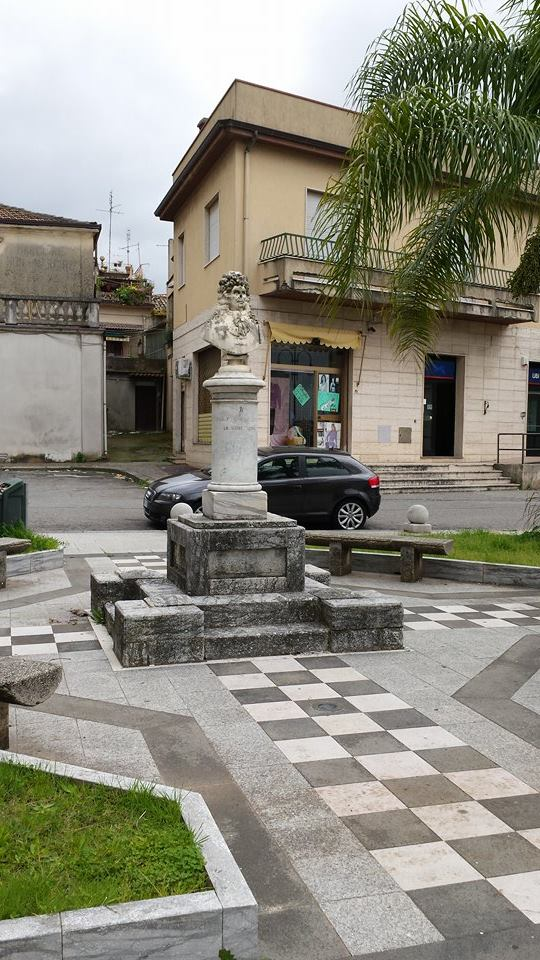
Monumento a Gemelli Careri
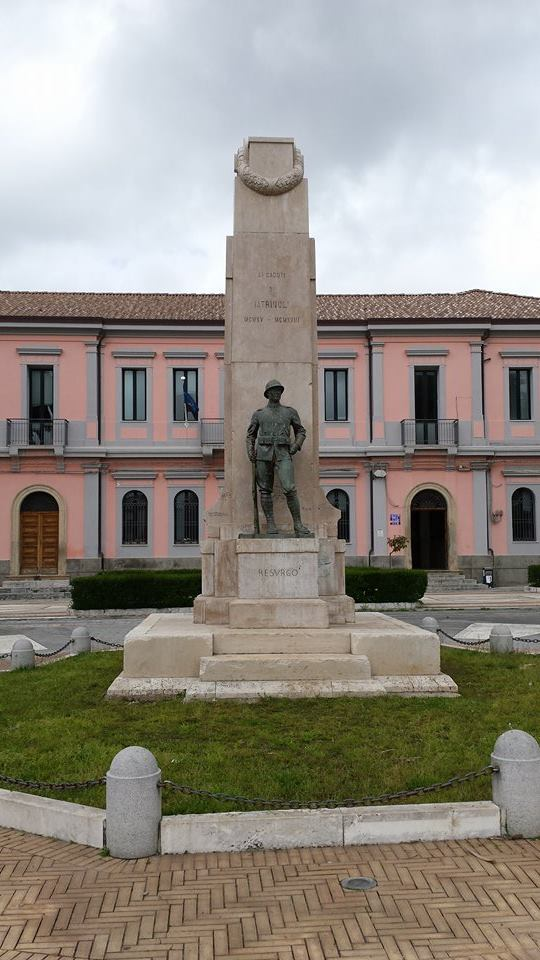
Monumento ai caduti di Jatrinoli
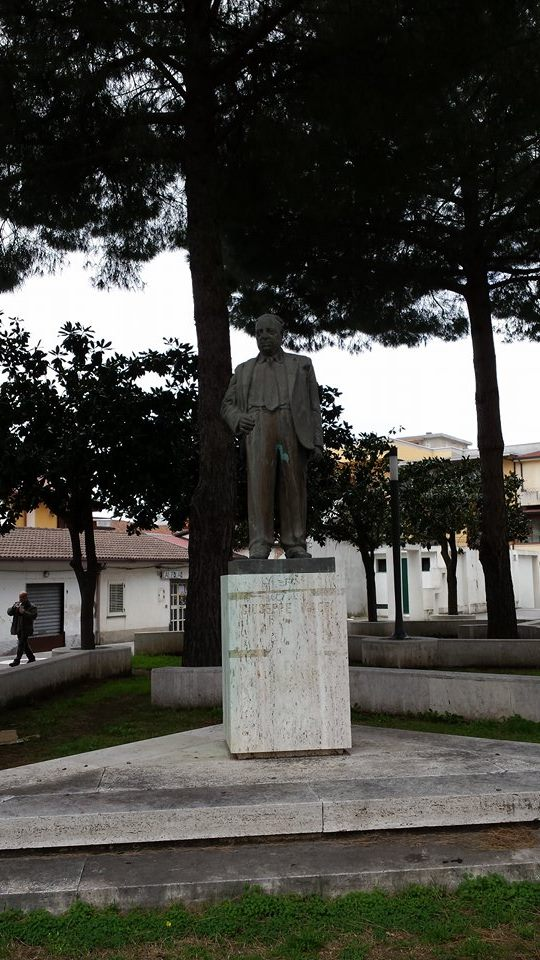
Monumento a Giuseppe Macrì
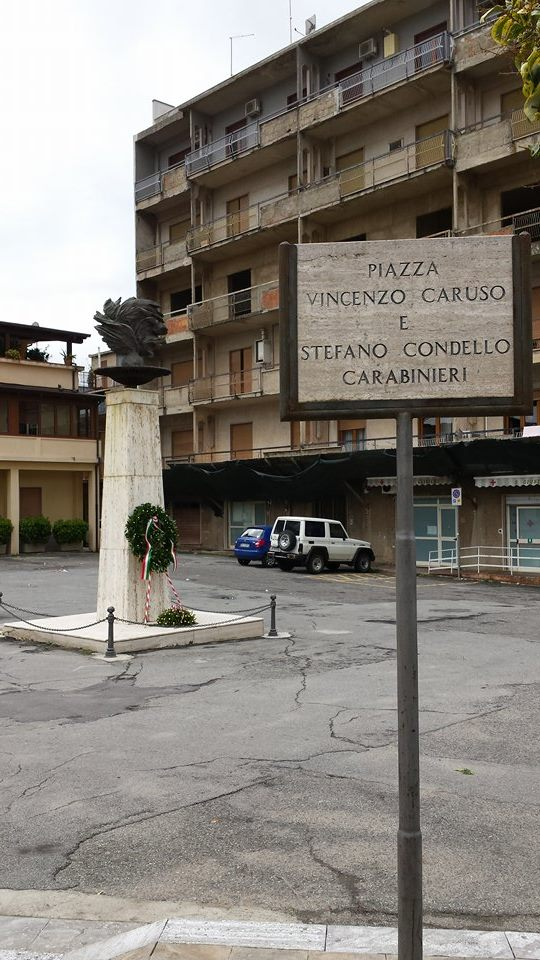
Monumento a Vincenzo Caruso e Stefano Condello
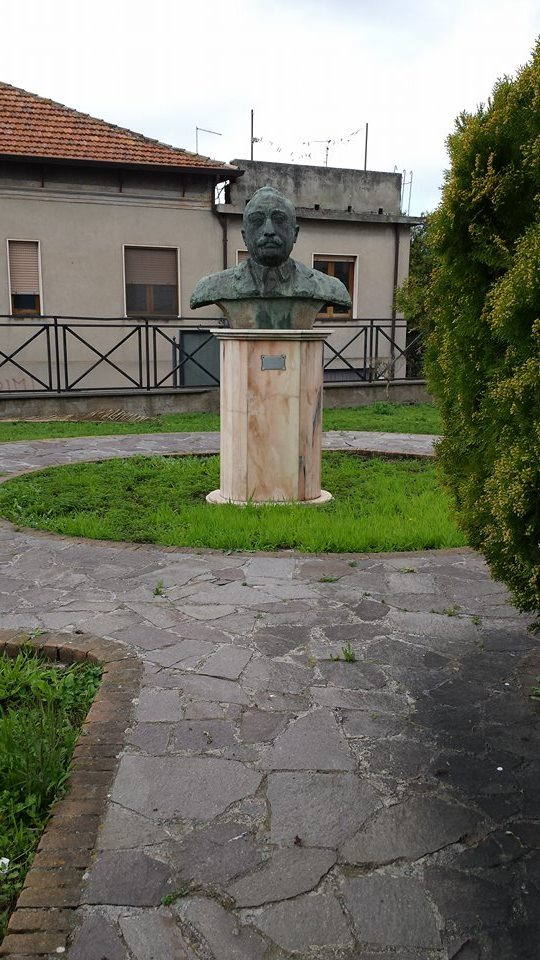
Monumento a Francesco Sofia Alessio
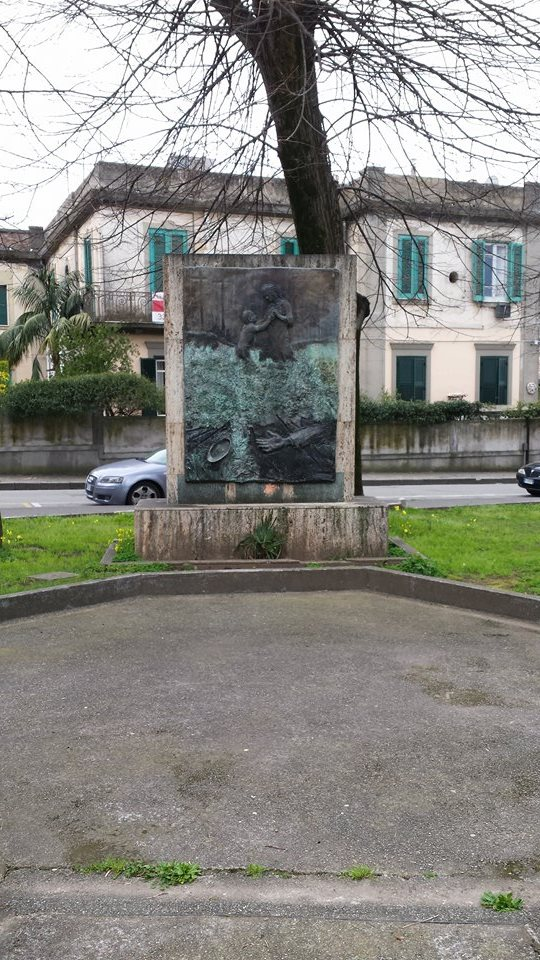
Monumento ad Antonino Fava
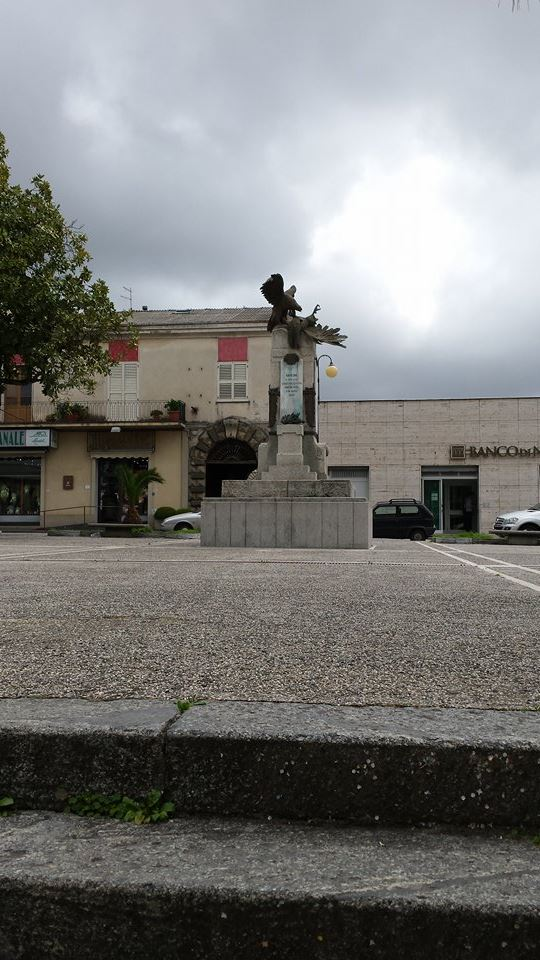
Monumento ai caduti di Radicena
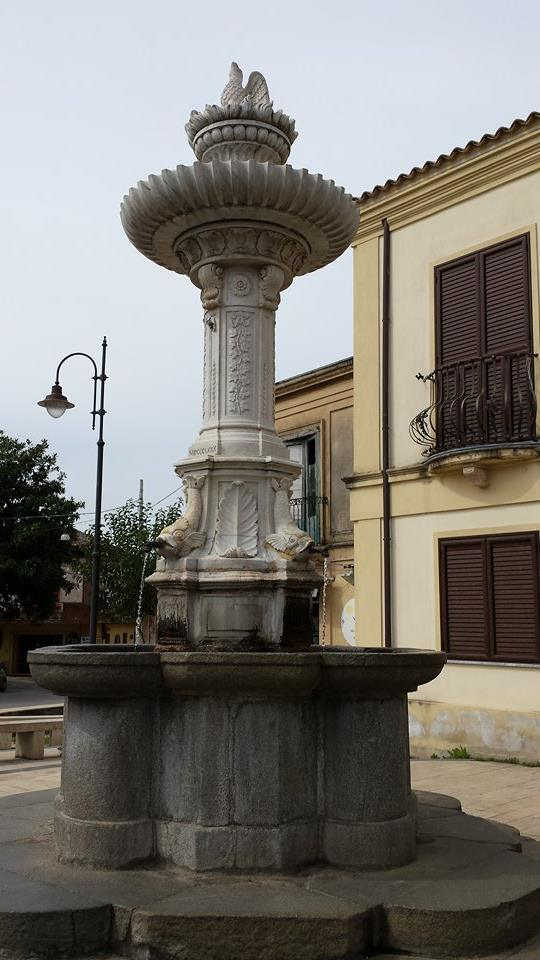
Fontana monumentale di Jatrinoli

### Piazze
- Piazza Italia, cuore della città e punto di incontro per molti giovani.
- Piazza Giuseppe Macrì, antistante la chiesa matrice di Radicena.
- Piazza Vittorio Emanuele II, dove si trovano la chiesa matrice di Jatrinoli intitolata ai santi apostoli Pietro e Paolo, la monumentale fontana di Jatrinoli e Palazzo Contestabile.
- Piazza Libertà, dove si trovano gli uffici comunali presso l'expalazzo comunale di Jatrinoli e il Monumento ai caduti di Jatrinoli.
- Piazza Alessandro Monteleone, recentemente ammodernata.
- Piazza Garibaldi, che si affaccia su piazza Italia.
- Piazza Concordia, dove si trova la chiesa dell'Immacolata di Radicena.
- Piazza Francesco Sofia Alessio, dove si trova il monumento al poeta.
- Piazza Vincenzo Caruso e Stefano Condello, con il monumento ai due carabinieri.
- Piazza Santa Lucia, dove si trova un'antica fontana in granito.
- Piazza Aldo Moro
- Piazza Giuseppe Mazzini
- Piazza Caduti di Nassiriya
- Largo Ospedale[21]
- Largo Pozzo secco

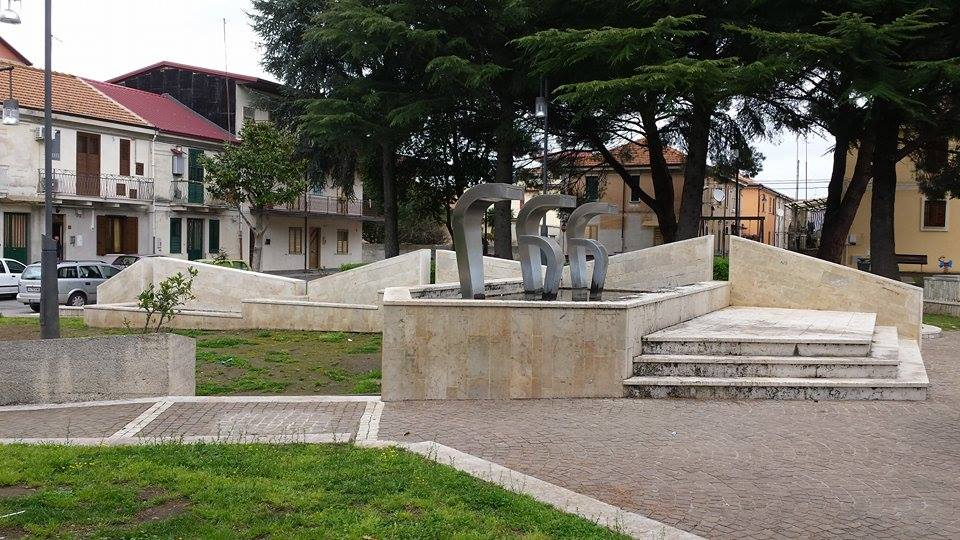
Fontana moderna in piazza Alessandro Monteleone
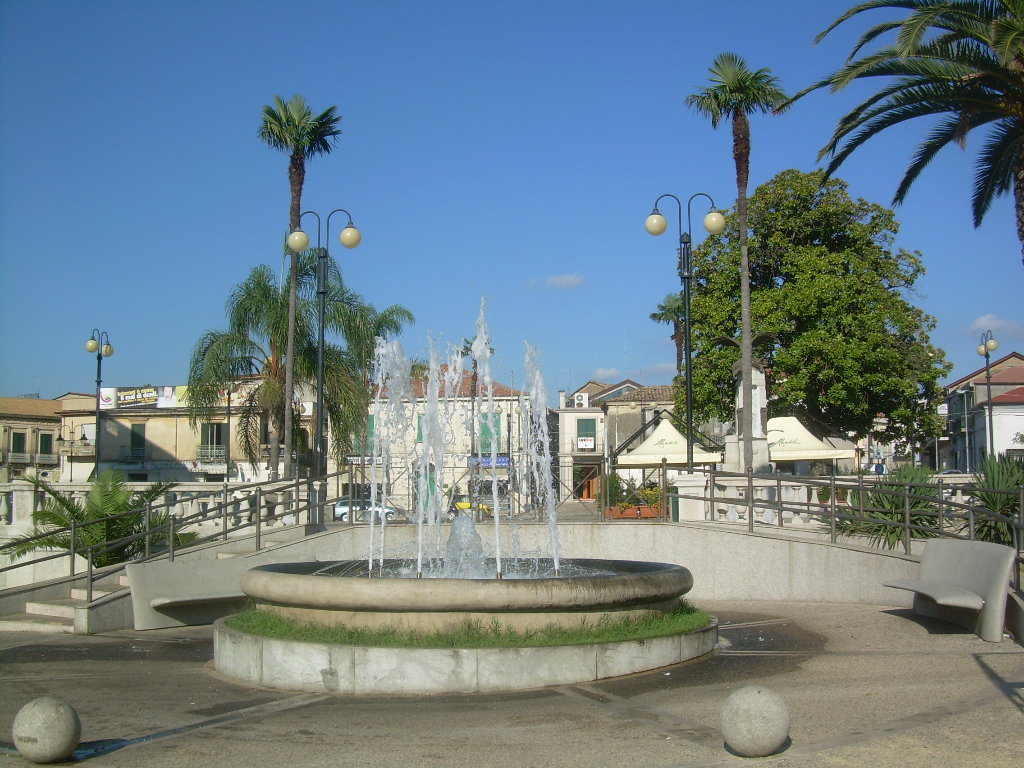
Fontana detta "zampillo" in piazza Italia

## Società

### Evoluzione demografica
Abitanti censiti

### Etnie e minoranze straniere
Secondo i dati ISTAT al 31 dicembre 2010 i cittadini stranieri residenti erano 519 persone (il 3,27% della popolazione).
Le nazionalità maggiormente rappresentate in base alla loro percentuale sul totale della popolazione residente erano:
- Romania: 244 (1,53%, il 47% della popolazione straniera)
- Marocco: 117 (0,73%)

### Religione
La religione più diffusa è quella cattolica di rito romano. Il comune fa parte della diocesi di Oppido Mamertina-Palmi e del vicariato di Oppido Mamertina-Taurianova. Il territorio comunale è attualmente suddiviso in cinque parrocchie: Maria Santissima della Colomba (a San Martino di Taurianova), Maria Santissima delle Grazie, San Pio X (ad Amato di Taurianova), San Giuseppe e Santi Apostoli Pietro e Paolo. Sempre in ambito del cattolicesimo sono presente a Taurianova l'istituto religioso maschile dell'Ordine francescano dei frati minori cappuccini e gli istituti religiosi femminili del Monastero della Visitazione e della Suore della carità di Santa Giovanna Antida.

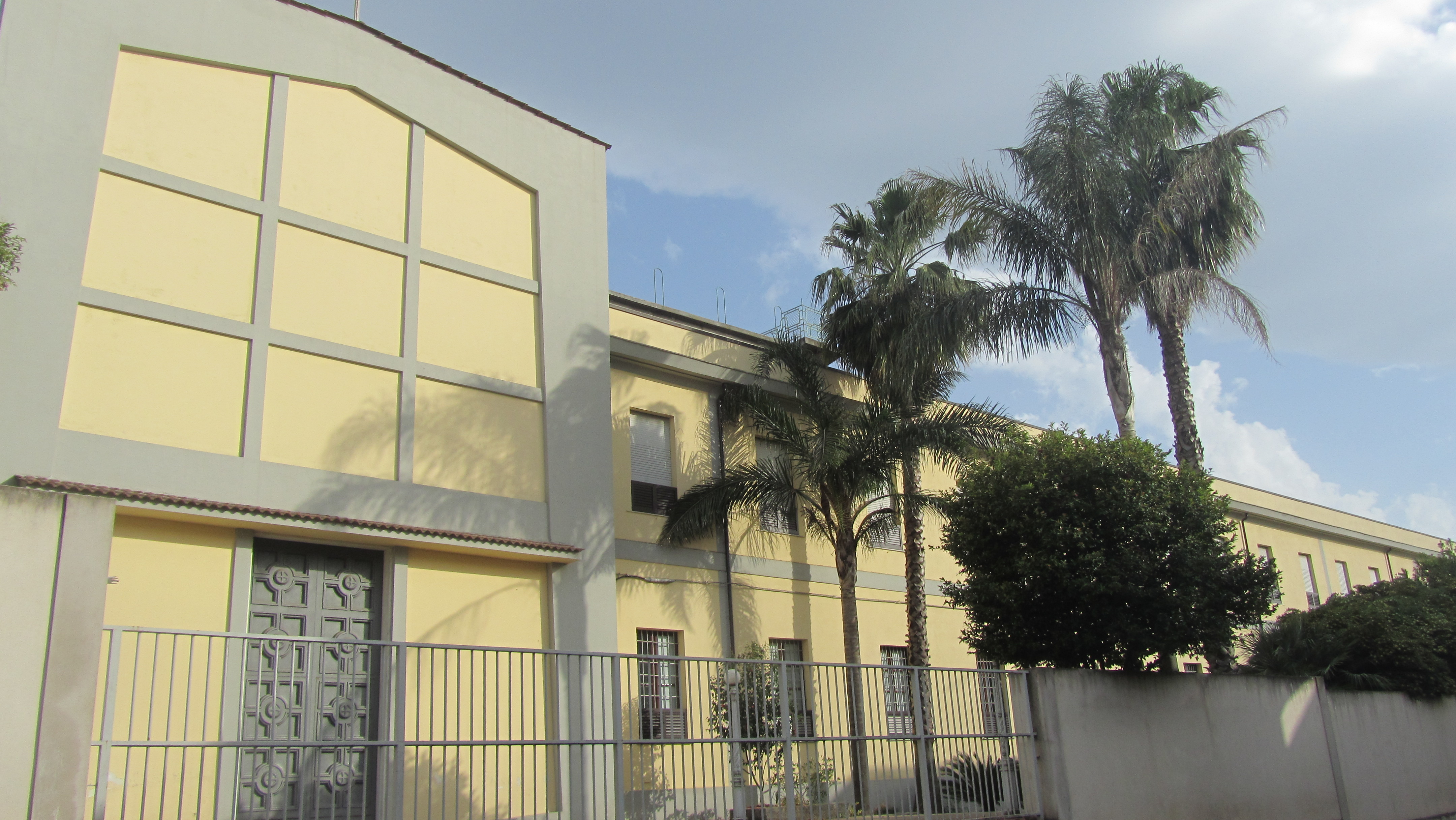
Monastero delle suore di clausura e la Chiesa annessa

### Tradizioni e folclore
Sono numerose le tradizioni di Taurianova, soprattutto legate a festeggiamenti religiosi. La più importante di esse è la festa di Maria Santissima della Montagna, celebrata a settembre, con solenne processione della statua della Vergine per le vie del paese e con l'antica tradizione detta "u mbitu". Tra i festeggiamenti civili in onore della Madonna vi sono concerti e spettacoli pirotecnici. L'elenco completo delle celebrazioni cattoliche che vengono svolte durante l'anno, nel territorio comunale, è il seguente:
- Festa di San Giuseppe, il 19 marzo[30] e il 1º maggio;
- Festa di Sant'Antonio da Padova, il 13 giugno;[31]
- Festa dei SS Apostoli Pietro e Paolo, il 29 giugno
- Festa di Maria Santissima del Carmelo, il 16 luglio;[32]
- Festa di Maria Santissima della Colomba, la prima domenica di agosto, nella frazione di San Martino di Taurianova;[33]
- Festa di S. Pio X il 23 agosto.
- Festa di Maria Santissima della Montagna, l'8 settembre;[34]
- Festa di San Pio da Pietrelcina, il 23 settembre,[35]
- Festa di San Martino di Tours, l'11 novembre, nella frazione di San Martino di Taurianova;[36]
- Festa di Maria Santissima Immacolata, l'8 dicembre, nella frazione di Amato di Taurianova;[37]
- Festa di Santa Lucia, il 13 dicembre.[38]

#### Festeggiamenti in onore di Maria Santissima della Montagna
I festeggiamenti in onore della Patrona di Taurianova, Maria Santissima della Montagna, hanno inizio il 29 agosto: in questa data si svolge infatti "u 'mbitu" ("l'invito"), un'antica tradizione taurianovese. Alla fine di una celebrazione le autorità religiose, politiche e militari assistono all'accensione dei "luppinazzi", ovvero steli secchi di piante di lupini, nella piazza di fronte alla Chiesa Matrice per simboleggiare l'inizio della novena e invitare i paesi vicini alla festa patronale del paese. Anticamente era tradizione che il fuoco venisse acceso dal sindaco, infatti una poesia recita "Ndavi l'onori ca davanti a chiazza, na vota a l'annu aduma i luppinazza" e valeva come gesto di vicinanza da parte del sindaco al popolo. Adesso accanto alla figura del sindaco c'è quella del parroco del Duomo di Taurianova durante l'accensione, mentre in piazza e nelle vie adiacenti giungono migliaia di persone, compresi migranti che tornano a Taurianova per l'occasione.
Diversi studiosi del folklore si sono interessati di questa manifestazione, andando a cercare le sue origini tra il sacro ed il profano. Infatti il fuoco è spesso utilizzato da Dio come mezzo di comunicazione con l'uomo, ma è anche un segno che si ripete spesso nella cultura popolare con altri significati. Era anche il modo migliore per invitare gli altri paesi alla festa, infatti in mancanza di altri mezzi di comunicazione il fumo che si innalzava dal rogo e il chiarore da esso provocato erano facilmente visibili ed efficaci.
Molte leggende avvolgono questo rito, una riguarda la scelta di bruciare proprio piante di lupini anziché parti di altri alberi di cui la zona è ricca. Si racconta che Maria, per fuggire da Erode, si nascose con Gesù in un campo di lupini secchi, che però fecero un rumore tale da attirare le guardie di Erode, allora Maria maledisse questa pianta, infatti molto amara, e quindi i taurianovesi la bruciano come segno di spregio e vendetta. La mattina del 29 giungono in Piazza Macrì carri trainati da buoi, bardati a festa e con l'icona della Madonna al centro della fronte, carichi di "luppinazza" (anticamente questi venivano offerti dai contadini delle zone vicine, specialmente da Sambiase). Gli anziani in base alla direzione delle fiamme e alla loro altezza formulavano ipotesi e supposizioni sull'andamento dell'agricoltura e del commercio, mentre adesso rimane un'occasione di unione per il popolo taurianovese e spesso è accompagnato da altre manifestazioni per dare inizio ai festeggiamenti.
Con "u 'mbitu" si dà inizio alla novena, periodo di preparazione alla festa patronale che vede impegnati i fedeli sia durante le celebrazioni che in altre manifestazioni. Per esempio in questo periodo è usanza creare delle stelle votive illuminate con l'immagine della Patrona di Taurianova, da appendere ai balconi delle case, e ormai da alcuni anni si svolge anche un concorso che vede premiata la stella votiva più bella. In questi giorni le vie del paese sono animate dalla "cerameda", solitamente composta da quattro musicisti che suonano strumenti tipici della zona.
La festa in onore di Maria Santissima della Montagna ha il suo culmine religioso e civile in tre giorni: 7, 8 e 9 settembre: l'8 si svolge la solenne processione per le vie del paese, al termine di questi la statua viene fatta fermare davanti all'ingresso del Duomo taurianovese, quasi come per assistere allo spettacolo pirotecnico. Il 9 settembre invece avviene la rievocazione del miracolo. Secondo la storia un benestante del luogo, Don Vincenzo Sofia, nel 1787 ordinò una scultura in legno della Madonna ad un artigiano di Serra San Bruno con bottega a Napoli. Durante il viaggio, la nave che trasportava la preziosa opera, si trovò in una tempesta e i marinai cercarono di alleggerirla cercando di gettare il carico in mare, ma ciò risultò impossibile e apparve una donna con le sembianza di Maria che salvò la nave dalla sciagura. Arrivata a Taurianova si sentì l'esigenza di venerare questa statua, e mentre una grande folla era radunata in chiesa l'effigie iniziò a muovere i suoi occhi. Partì subito una processione che venne interrotta da un altro avvenimento: apparve una croce nella luna. Questo evento ci viene raccontato da diverse opere scritte, compresa una poesia di un illustre taurianovese: il latinista Francesco Sofia Alessio.
Il 16 novembre dello stesso anno Maria manifestò la sua vicinanza al popolo Taurianovese salvando la cittadina dal terremoto che danneggiò gravemente gli altri paesi vicini. Da allora in questi tre giorni moltissime persone vengono a rendere omaggio alla sacra immagine della Madonna e la festa religiosa è accompagnata da altre manifestazioni civili come l'esibizione di artisti, anche noti a livello nazionale, sia di musica contemporanea che di musica tipica o di complessi bandistici.
È ormai tradizione che il 10 settembre, a festa terminata, al termine di una celebrazione eucaristica il popolo si appresti a baciare il piede della Madonna per poi riporre la statua nella nicchia posta sull'altare della Chiesa Matrice.

#### Festa di San Giuseppe
Ormai da diversi anni la Parrocchia di San Giuseppe organizza a marzo alcune attività in onore del Santo. Queste comprendono 9 martedì antecedenti alla festa, detti "Mercoledì di San Giuseppe", ma la vera e propria festa inizia il 10 marzo, con l'avvio della novena. Durante questa giungono nella parrocchia alcuni missionari a cui sono affidati le riflessioni per preparare alla celebrazione del 19 marzo, giorno carico di manifestazioni religiose e civili. Di solito si svolge una messa ogni ora, con un'alta partecipazione di bambini che vengono appunto affidati alla protezione del Santo, il pomeriggio invece parte la Processione per le vie del paese che termina con uno spettacolo pirotecnico e una festa organizzata dalla parrocchia e da associazione ad essa collegate che si svolge nelle vie vicine alla Chiesa. Tipico di questa festa è consumare le crespelle (la sagra delle crespelle è giunta alla XX edizione).

#### Festa di Sant'Antonio da Padova
Una festa molto radicata nella comunità è quella in onore di Sant'Antonio, la cui immagine è venerata nel convento dei Padri Cappuccini. Usanza molto antica è quella della "tridicina" (31 maggio-12 giugno), nata come vera e propria forma di pellegrinaggio attraverso Via Cappuccini per giungere nel piazzale davanti alla chiesa, diventata adesso come un'occasione per meditare in preparazione della festa che si svolge il 13 giugno grazie alle prediche di oratori che giungono a Taurianova per questa occasione. Una tradizione particolare è quella della benedizione del pane, che anticamente veniva distribuito ai poveri, ora a familiari ed amici. Il 13 giugno si svolge una processione della statua del Santo, trasportata da diversi portatori volontari che indossano un saio, per le vie del paese che termina con fuochi d'artificio e l'esibizione di artisti nello spiazzale di fronte alla Chiesa.

#### Festa della Madonna del Carmine
Nel mese di luglio si svolgono le celebrazioni in onore di Maria Santissima del Monte Carmelo, venerata nella chiesa dei Santi Apostoli Pietro e Paolo. Questa festa è molto antica e risale a quando Taurianova era ancora separata in due comuni e uno, Jatrinoli, era protetto da questa figura che riceve ancora oggi tanta devozione dal popolo taurianovese. La sera del 6 luglio si svolge "l'invito alla festa" che consiste nel lancio di palloncini e fuochi pirotecnici, per dare l'inizio alla novena. Il 15 e il 16 luglio si ha il cuore della festa, con diverse manifestazioni civili e religiose tra cui la consegna dei premi "Araba Fenice" a cittadini o associazioni che si sono distinte per valori e poi il 16 luglio la processione della statua per le vie del paese.

#### Settimana Santa
Nel corso della Settimana Santa si svolgono numerosi Riti che interessano l'intera comunità e che in alcuni casi hanno origini molto antiche.
- Processione dell'Addolorata
- Processione delle Palme
- Via crucis per le vie della città
- Via crucis vivente
- "Chiamata della Madonna"

Processione dell'Addolorata
Questo rito si svolge il giovedì e il venerdì precedenti la domenica delle palme sin dal 1850: la sera del giovedì di Passione la statua, venerata nella Chiesa dell'Addolorata ( "il Calvario") viene portata in processione fino al duomo della città, dove viene accolta dal canto dello Stabat Mater; il giorno seguente, dopo la predica dei sette dolori, la statua viene nuovamente portata in processione per le vie della città e ritorna infine nella chiesa del Calvario.
Processione delle Palme
Le varie parrocchie organizzano questa breve processione da uno spazio aperto dove vengono benedette le palme fino alle singole chiese parrocchiali dove viene svolta la celebrazione eucaristica.
Via crucis cittadina
Le parrocchie della città per diversi anni hanno organizzato la via crucis del Venerdì Santo separatamente, mentre dal 2014 se ne svolge solo una, programmata dalle tre parrocchie, che attraversa la città secondo il percorso del Corpus Domini.
Un tempo dalla Chiesa Matrice di Radicena, uscendo dall'Asilo Pontalto, le statue del Cristo morto e della Madre Addolorata, venivano portate in processione al Calvario dei Padri Cappuccini, ove un predicatore invitava alla riflessione. Subitamente le statue facevano ritorno, con processione au flembeau, all'Asilo Pontalto. Con la morte del parroco, Mons. Francesco Muscari Tomaioli, il parroco subentrante ha abolito il tradizionale appuntamento.
Chiamata della Madonna
Uno dei riti più suggestivi della Settimana Santa taurianovese è la "Chiamata della Madonna" che si svolge la sera del venerdì santo nella chiesa dei Santi Apostoli Pietro e Paolo. In questa occasione il celebrante rivolge un'invocazione alla Madonna, mostrando l'effigie di Gesù Cristo morto; al termine di questa viene spalancato il portone della chiesa ed entra di corsa la statua dell'Addolorata, la quale velocemente raggiunge l'altare e "prende" tra le braccia il corpo del Figlio. Inizia così una toccante processione fino alla chiesa dell'Immacolata di Jatrinoli accompagnata dalle fiaccole dei numerosissimi fedeli.
Altri riti e processioni

Nel 2013 la parrocchia di San Giuseppe ha organizzato la sera del Venerdì Santo la processione dell'Addolorata e del corpo di Gesù deposto dalla croce, che fino a pochi anni prima veniva generalmente organizzata dalla Chiesa Matrice di Radicena e giungeva fino al Calvario, dove si svolgeva un momento di riflessione. Anticamente (fino agli anni Quaranta) si svolgeva l'Affruntata il giorno di Pasqua ed era tra le più sentite e famose della Piana di Gioia Tauro

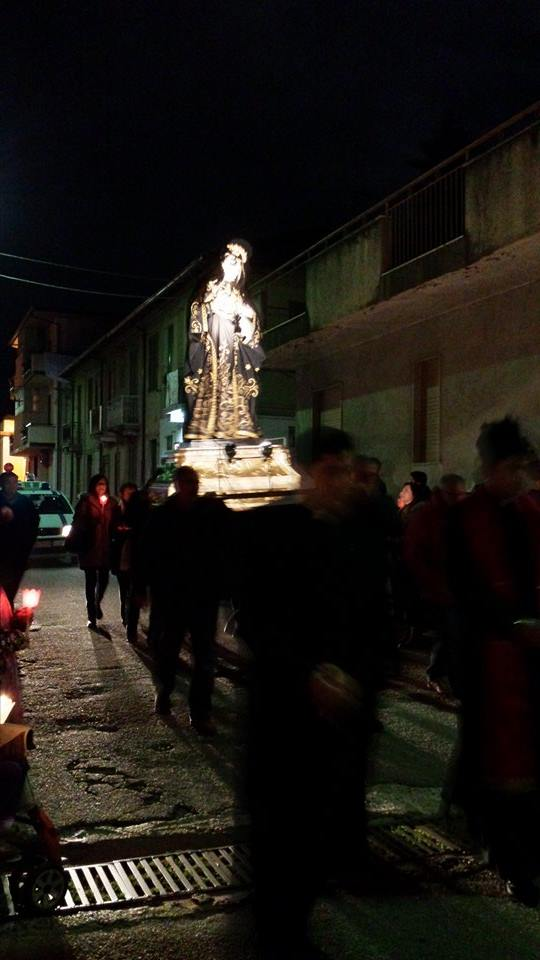
Processione dell'Addolorata di Jatrinoli
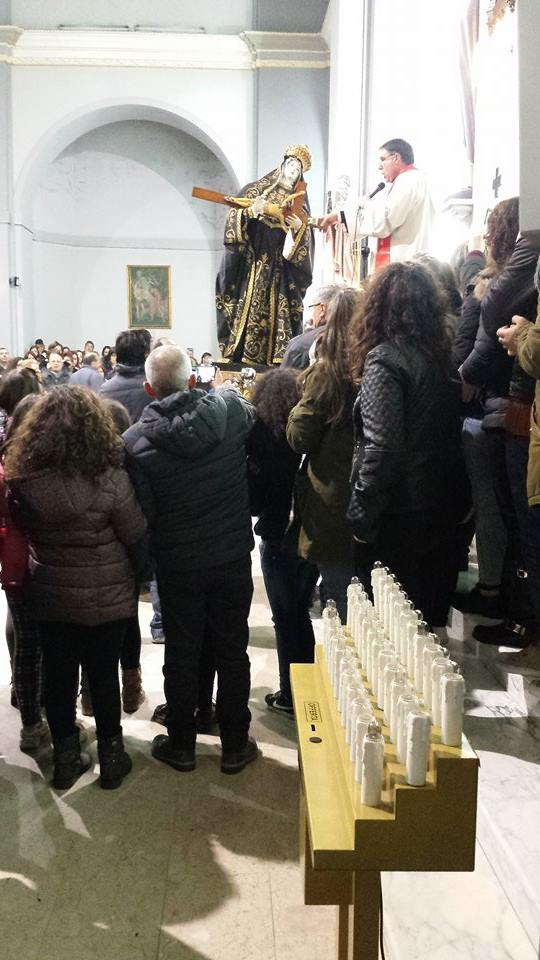
Rito della "chiamata della Madonna"

## Cultura

### Capitale del libro 2024[41]
il 6 febbraio 2024 la giuria del Ministero della Cultura, presieduta da Pierfranco Bruni e composta da Incoronata Boccia, Gerardo Casale, Antonella Ferrara e Sara Guelmi, all'unanimità ha nominato Taurianova Capitale del Libro 2024, sottolineando nelle motivazioni del premio che "Il progetto di Taurianova è stato premiato perché rappresenta, per una realtà piccola, la strada di una crescita o addirittura una rinascita attraverso la realizzazione di infrastrutture culturali, materiali, immateriali e valoriali, capaci di irradiare i propri effetti virtuosi anche sul territorio circostante".
Il Presidente Bruni ha inoltre dichiarato di aver "individuato nel progetto presentato dal Comune della Piana di Gioia Tauro, anche in ragione del contesto storico e geografico, l'occasione per generare un esempio di pedagogia di riscatto culturale, civile e sociale. La scelta è stata fatta in particolare sulla base dell'impatto sociale della proposta progettuale relativa a un territorio che ha una straordinaria necessità di sostegno dal punto di vista culturale. La decisione è stata presa in coerenza con quello che l'Unesco definisce il valore intrinseco del settore culturale e creativo in termini di coesione sociale, capacità di generare risorse educative, benessere personale e crescita economica".

## Economia
La fertile zona pianeggiante è prevalentemente coltivata ad agrumi, ortaggi, viti, kiwi e olivi. La produzione olearia ha per lungo tempo costituito la principale risorsa economica cittadina. Accanto alle aziende agricole sono presenti alcune piccole industrie operanti nei settori meccanico, della lavorazione del legno, della lamiera e di quelle del cemento, mentre in espansione risulta anche il settore turistico. Vi sono numerose aziende manifatturiere e un'imponente produzione di dolciumi, primo fra tutti il torrone.

## Infrastrutture e trasporti
Il comune è interessato dalle seguenti direttrici stradali:
 di Gioia Tauro e Locri

## Amministrazione
Dal 5 ottobre 2020 (giorno della proclamazione) il sindaco di Taurianova è Rocco Biasi.
- Il municipio è sito in Piazza Libertà, 2.
- Il comune è compreso nel Circondario di Palmi[42].

| Periodo           | Periodo           | Primo cittadino                                       | Partito                                  | Carica                    | Note   |
| ----------------- | ----------------- | ----------------------------------------------------- | ---------------------------------------- | ------------------------- | ------ |
| 24 luglio 1993    | 12 maggio 1997    | Emilio Argiroffi                                      | PDS                                      | Sindaco                   |        |
| 12 maggio 1997    | 29 settembre 2006 | Rocco Biasi                                           | CCD / UDC                                | Sindaco                   |        |
| 29 settembre 2006 | 11 giugno 2007    | Luisa Latella                                         |                                          | Commissario               |        |
| 11 giugno 2007    | 5 gennaio 2009    | Domenico Romeo                                        | DCA                                      | Sindaco                   |        |
| 5 gennaio 2009    | 1º giugno 2011    | Vincenzo D'Antuono Filippo Romano Giancarlo Tarantino |                                          | Commissione straordinaria | [ 43 ] |
| 1º giugno 2011    | 9 luglio 2013     | Domenico Romeo                                        | UDC                                      | Sindaco                   |        |
| 9 luglio 2013     | 4 dicembre 2015   | Aldo Lombardo Anna Aurora Colosimo Antonino Gaglio    |                                          | Commissione straordinaria | [ 43 ] |
| 4 dicembre 2015   | 5 dicembre 2019   | Fabio Scionti                                         | PD                                       | Sindaco                   |        |
| 5 dicembre 2019   | 5 ottobre 2020    | Antonia Maria Grazia Surace                           |                                          | Commissario               |        |
| 5 ottobre 2020    | in carica         | Rocco Biasi                                           | Lega (fino 2024) Forza Italia (dal 2024) | Sindaco                   |        |

## Sport

### Calcio
La principale squadra di calcio della città è la A.S.D. Taurianova Academy che milita nel campionato di Prima Categoria, dall'agosto 2024 è nata una nuova società calcistica ASD Real Taurianova che milita nel campionato di Terza Categoria